# Туркменистан
Туркмениста́н (туркм. Türkmenistan [tʏɾkmønʏˈθːɑːn]), также Туркме́ния — государство в юго-западной части Центральной Азии, столицей и крупнейшим городом которого является Ашхабад.
Граничит с Афганистаном на юго-востоке, с Ираном на юге и юго-западе, с Казахстаном на севере и Узбекистаном на севере и востоке. Территория — 491 200 км² (52-е место в мире, второе место в Средней Азии); страна простирается на 1100 км с запада на восток и 650 км с севера на юг. Бо́льшая её часть приходится на пустыню Каракумы.
Население Туркменистана — около 7 миллионов человек. Государственный язык — туркменский — один из тюркских языков. Туркмены, в этногенезе которых главную роль сыграли саки-массагеты и тюрки-огузы, составляют подавляющее большинство населения страны. Бо́льшая часть жителей страны исповедует ислам суннитского толка.
Независимость страны была провозглашена 27 октября 1991 года, член ООН с 2 марта 1992 года. Туркменистан является постоянно нейтральным государством, статус которого был признан специальной резолюцией Генеральной Ассамблеи ООН. Имеет дипломатические отношения с 151 государством мира, неоднократно избирался заместителем председателя Генеральной Ассамблеи ООН. Входит в такие международные организации, как МВФ, Всемирный Банк, ЮНЕСКО, ЮНИСЕФ, ВОЗ, МОМ, ОБСЕ, ОИС, ИБР, является наблюдателем ОТГ и асоциированным государством СНГ.
Туркменистан — светское государство, номинально — президентская республика. Президент Туркменистана — Сердар Бердымухамедов (с 19 марта 2022 года).
Подразделяется на семь административно-территориальных единиц, пять из которых являются велаятами, один — город с правами велаята, и один — город государственного значения Аркадаг, единственный современный город Центральной Азии, построенный с нуля.
Страна не имеет выхода к Мировому океану, однако её западная её часть омывается внутриконтинентальным Каспийским морем, крупнейший залив которого — Кара-Богаз-Гол — находится в Туркменистане. По территории страны протекает Амударья, самая полноводная река Средней Азии, получившая название от древнего туркменского города Амуль (ныне Туркменабад). Горные системы включают в себя хребты Большой Балхан, Копетдаг, а также Кугитангтау (Койтендаг), в пределах которого находится самая высокая точка страны — вершина Айрыбаба (3139 м) и самое крупное в мире скопление следов динозавров, расположенных в одном месте.
Территория Туркменистана была местом возникновения древнейших археологических культур (Джейтунская, Анау, Язская), древней страны Маргуш и древнего Хорезмского государства (VII—IV вв. до н. э.). Туркменистан был центром Парфянской империи (в III—II вв. до н. э.), Аббасидского халифата (в IX в.), Государства Сельджукидов (в XII в.) и Хорезма (в X—XVI вв.). Через территорию страны проходил Великий шёлковый путь.
Крупнейшими отраслями экономики являются нефтегазовый, химический и нефтехимический комплекс, текстильная промышленность, сельское хозяйство и перерабатывающие отрасли АПК, строительство, транспорт и связь, а также машиностроение и металлообработка. Основными статьями экспорта являются природный и сжиженный газ, нефть и нефтепродукты, химикаты и химические удобрения, минералы, хлопок-волокно и хлопчатобумажная  пряжа, ткани и текстильные изделия, электроэнергия, строительные материалы, сельскохозяйственная продукция, потребительские товары. Обладает 9,8 % мировых запасов природного газа (4-е место в мире), владеет самым большим в мире газовым месторождением на суше Галкыныш; является крупнейшим экспортёром трубопроводного природного газа в Китай.
Туркменистан представлен пятью объектами в Списке всемирного наследия ЮНЕСКО и девятью элементами в Списке нематериального культурного наследия человечества. Широко известен высококачественными коврами ручной работы и чистокровными ахалтекинскими лошадьми.

## Этимология названия
Название государства существует с 1924 года, когда в ходе национально-территориального размежевания из Туркменской области Туркестанской АССР и небольших частей территорий бывших Бухарской НСР (Туркменская АО) и Хорезмской НСР (Туркменская АО) была сформирована Туркменская ССР.
В 1991 году страна провозгласила независимость и в принятой в 1992 году конституции установила название «Туркменистан»; топоним образован путём сочетания этнонима «туркмены» и ираноязычного форманта -стан — «страна».
Сам этноним «туркмены», образованный от более общего этнонима «тюрк», известен с X века для обозначения народа, распространившегося в VIII—X веках от реки Талас до Каспийского моря (ранее использовался этноним огузы); в Киевской Руси упоминаются как торкмены, в Русских летописях XIII в. — таурмены, а в царской России — как туркоманы и трухмены. В записках русского путешественника XV века Афанасия Никитина упоминается туркменская земля.

## Физико-географическая характеристика

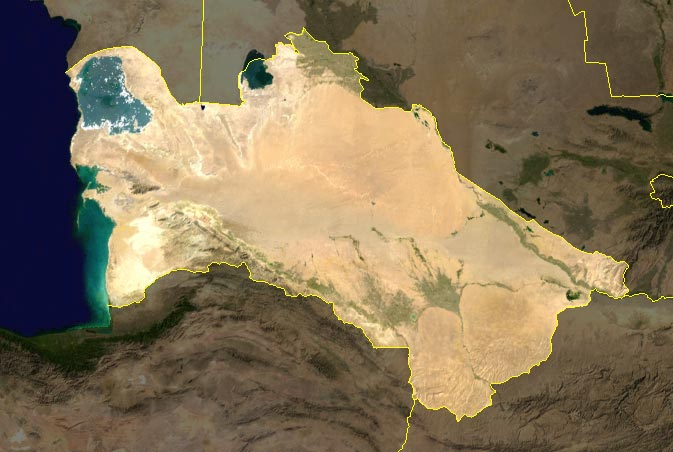
Спутниковый снимок Туркменистана

Туркменистан граничит с Казахстаном на севере, Узбекистаном — на севере и востоке, Ираном и Афганистаном — на юге. На западе омывается Каспийским морем.

### Климат
Климат в стране — резко континентальный, засушливый. Средняя температура января — −4 °C (в долине реки Атрек — +4 °C), июля — +28 °C.

### Полезные ископаемые

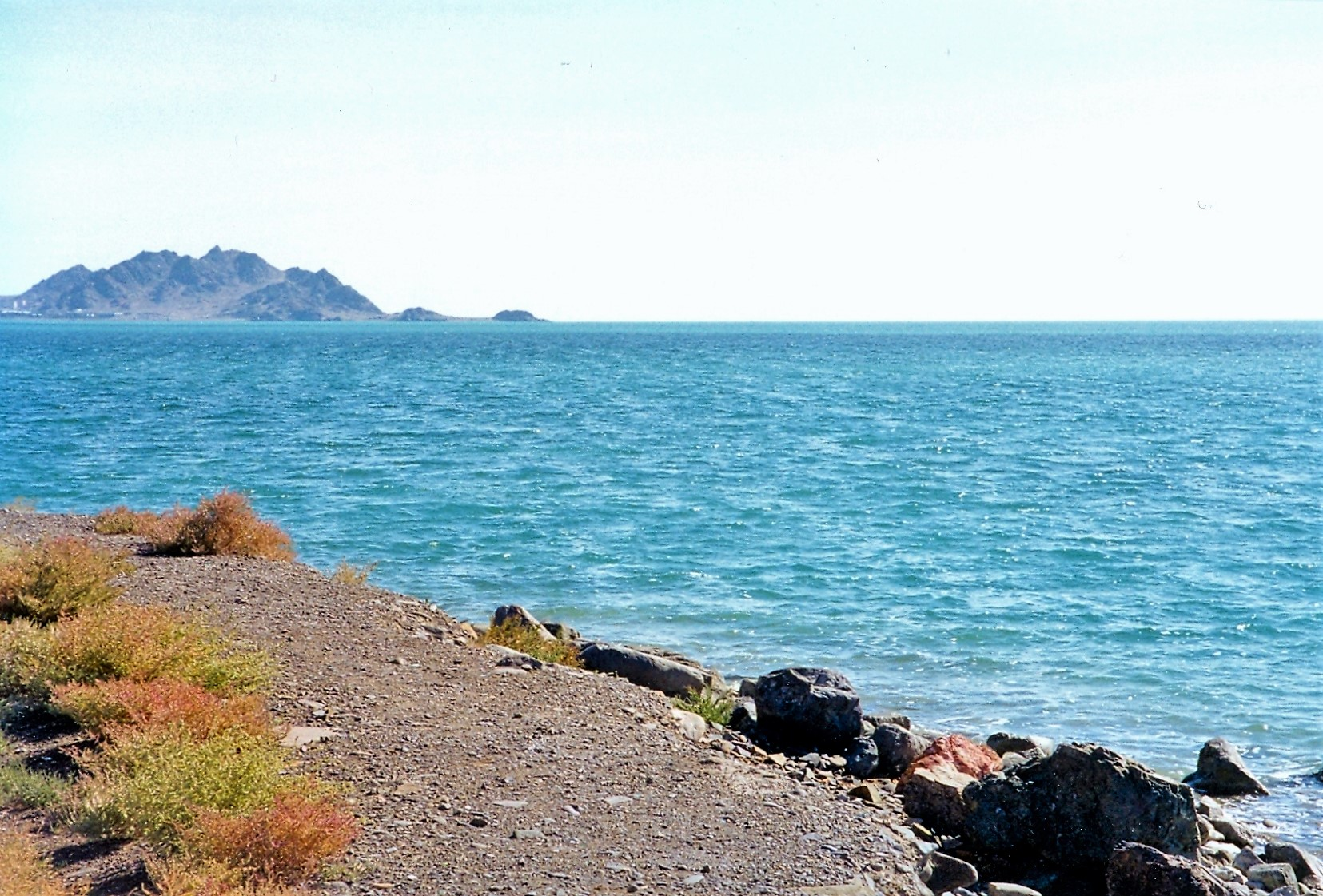
Побережье Каспийского моря в Туркменистане

Недра Туркменистана содержат ценные полезные ископаемые: нефть и природный газ, серу, свинец, мирабилит, йод, бром. В стране также имеется разнообразное сырьё для отделочной промышленности: известняк, мергель, доломиты, гранит, гипс, огнеупорные глины, кварцевый песок, гравий, галечник. С природными ресурсами Каспия тесно связаны такие отрасли народного хозяйства, как нефтедобывающая и рыбная промышленность.

### Охраняемые территории

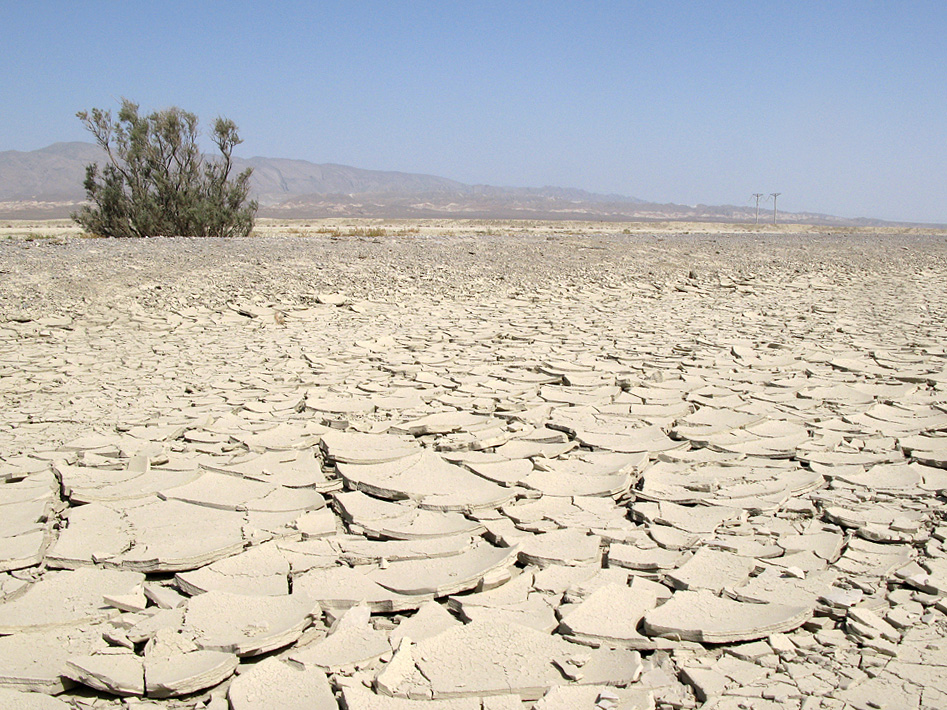
Каракумы

Заповедники Туркменистана — территории со статусом научно-исследовательских управлений, созданные с целью сохранения в первозданном виде характерных и редких природных комплексов, изучения природных процессов и событий. Крупнейшие заповедники: Репетекский, Копетдагский, Амударьинский и другие.

## Административно-территориальное деление

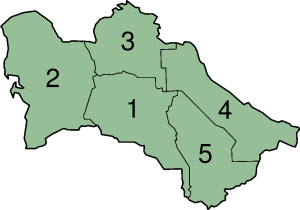
Велаяты (области) Туркменистана

Территория страны делится на 5 велаятов (областей), 1 город с правами велаята и 1 город государственного значения.
Население указано по данным переписи населения 2022 года.
Город с правами велаята:
1. Ашхабад — 1 030 445 жителей.

Велаяты:
1. Ахалский велаят (административный центр — Аркадаг) — 882 230 жителей,
2. Балканский велаят (административный центр — Балканабад) — 529 338 жителей,
3. Дашогузский велаят (административный центр — Дашогуз) — 1 552 725 жителей,
4. Лебапский велаят (административный центр — Туркменабад) — 1 446 857 жителей,
5. Марыйский велаят (административный центр — Мары) — 1 616 246 жителей.

## Символы государства

Карта Туркменистана с её официальной государственной границей

- Символами Туркменистана как суверенного государства являются его государственный флаг, государственный герб и государственный гимн. Описание государственных символов и порядок их использования определяются законом[48].

### Государственный флаг

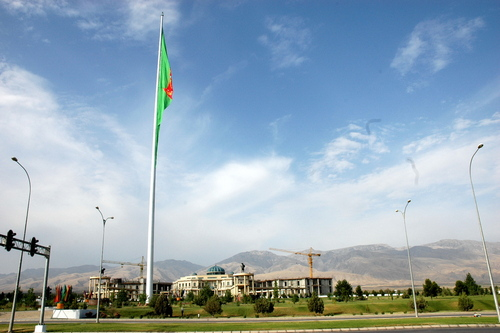
Главный флаг Туркменистана. Флагшток на фото был высочайшим в мире

19 февраля 1992 был утверждён современный флаг Туркменистана. 26 декабря 1994 года президент Туркменистана Сапармурат Ниязов подписал Указ «О празднике Государственного флага Туркменистана».
Принимая во внимание исполнение многовековой мечты туркменского народа о независимом, самостоятельном государстве, почтение, любовь народа к Государственному флагу, а также с целью упрочения священности Государственного флага в сознании людей, превращения его в национальную гордость, воспитания у молодого поколения чувства патриотизма постановляю: ежегодно 19 Байдак (февраля) отмечать праздник Государственного флага Туркменистана и объявить этот день нерабочим.
Флаг представляет собой зелёное полотнище с вертикально расположенной красной полосой и пятью орнаментами у основания флага. Снизу этой полосы изображены оливковые ветви. Рядом с полосой у верхнего края флага — белый полумесяц и пять белых звёзд. Пять звёзд и орнаментов туркменского ковра означают 5 велаятов страны. Оливковые ветви символизируют провозглашённый в 1995 году нейтралитет Туркменистана.

Версия флага, учреждённая 25 июня 2001 года

### Государственный гимн
Гимн Туркменистана называется «Государственный гимн независимого, нейтрального Туркменистана». Мелодия гимна написана туркменским композитором Вели Мухатовым в 1997 году. До 1997 года в Туркменистане исполнялся гимн Туркменской ССР в версии без слов в качестве официального гимна. Гимн, известный по первой фразе припева «Великое создание Туркменбаши», действовал с 1997 по 2008 год. С 2008 года действует новая версия гимна, не содержащая элементов культа личности Сапармурата Ниязова.
| Текст на туркменском языке |
| --- |
| Janym gurban saňa, erkana ýurdum Mert pederleň ruhy bardyr köňülde. Bitarap, Garaşsyz topragyň nurdur Baýdagyň belentdir dünýäň öňünde. Halkyň guran baky beýik binasy Berkarar döwletim, jigerim — janym. Başlaryň täji sen, diller senasy Dünýä dursun, sen dur, Türkmenistanym! Gardaşdyr tireler, amandyr iller Owal-ahyr birdir biziň ganymyz. Harasatlar almaz, syndyrmaz siller Nesiller döş gerip gorar şanymyz. Halkyň guran baky beýik binasy Berkarar döwletim, jigerim — janym. Başlaryň täji sen, diller senasy, Dünýä dursun, sen dur, Türkmenistanym! |

| Перевод текста на русский язык |
| --- |
| «Жизнь отдать я готов за родимый очаг, — Духом предков отважных славны сыны, Земля моя свята. В мире реет мой флаг — Символ великой нейтральной страны! Великая, навеки созданная народом Держава родная, суверенный край, Туркменистан — светоч и песня души, Во веки веков ты живи, процветай! Един мой народ, и по жилам племён Течёт предков кровь — нетленная весть, Не страшны нам бури, невзгоды времён, Сохраним и умножим славу и честь! Великая, навеки созданная народом Держава родная, суверенный край, Туркменистан — светоч и песня души, Во веки веков ты живи, процветай!» |

### Государственный герб
Государственный герб Туркменистана представляет собой восьмиконечную звезду зелёного цвета с жёлто-золотистой каймой, в который вписаны 2 круга голубого и красного цветов. Круги разделены между собой жёлто-золотистыми полосами одинаковой ширины. На зелёном фоне восьмиконечной звезды вокруг красного круга изображены основные элементы национального богатства и символики государства: хлопка, пшеницы. На кольцевой полосе красного круга размером в 2 диаметра голубого круга изображены по ходу часовой стрелки пять основных ковровых гёлей: теке, салыр, эрсары, човдур, йомут, которые символизируют дружбу и сплочённость туркменского народа. В голубом круге изображён Янардаг — ахалтекинский конь первого президента Туркменистана Сапармурата Туркменбаши, представитель классического образца ахалтекинской породы.

Версия герба, утверждённая в 2003 году

## История
В VI—III тысячелетиях до н. э. на севере Туркменистана существовала кельтеминарская культура оседлых рыболовов. В V—IV тыс. до н. э., в низовьях ручьев предгорий Копетдага, древние племена Туркменистана перешли к оседлому земледелию, приручили овец и собаку. Благодаря переходу к земледелию и зарождению скотоводства, началось быстрое развитие всех областей производства и быта, что привело к возникновению одной из древнейших археологических культур — Анауской.

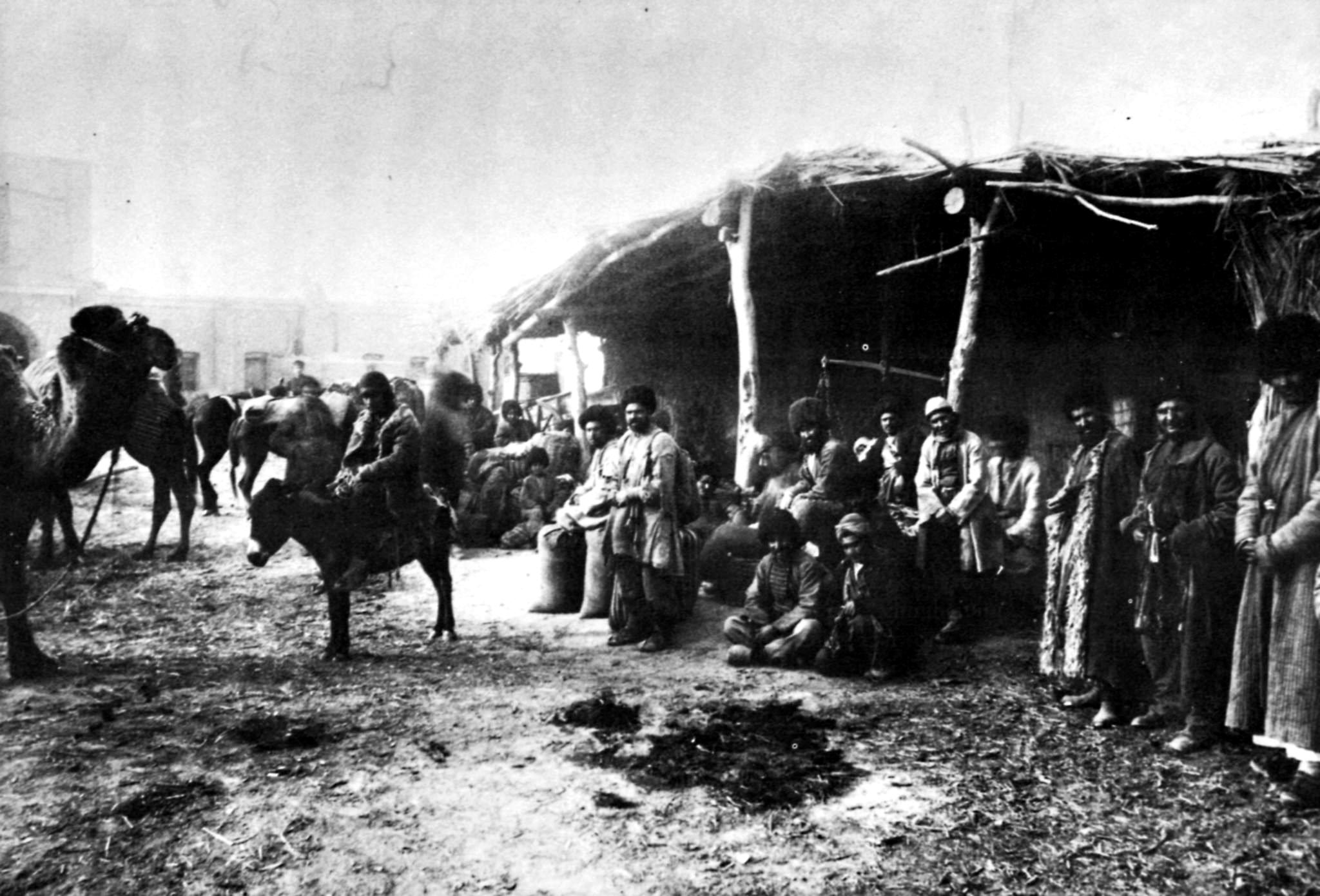
Туркмены в 1890 г.

В III—II тыс. до н. э. на юго-востоке Туркменистана образовалась и существовала Маргианская цивилизация. В XV—XI вв. до н. э. на территории Дашогузского велаята процветала тазабагъябская археологическая культура бронзового века, занимавшаяся скотоводством и переходом на поливное земледелие.
В VI—IV веках до н. э. на севере Туркменистана возникла Куюсайская культура. В антропологическом отношении, носители куюсайской культуры относились к долихокефальному типу, который является преобладающим у современных туркмен. Куюсайская культура с участием культуры южного Туркменистана, образовало древнее Хорезмское государство. В этот же период вся территории страны попала под власть династии Ахеменидов, а затем Александра Македонского.
С III века до н. э. территория Туркменистана была в составе Парфянского царства (столица — Ниса), созданного племенами парнов, обитавших на юге Туркменистана. Позже — была частью государства Сасанидов.
В V—VIII веках территория была завоёвана эфталитами, Тюркским каганатом, затем арабами. В 776—783 годах население участвовало в антиарабском восстании под руководством хуррамита Хашима ибн Хакима (Муканны).
В IX в. столица Аббасидского халифата находилась на территории Туркменистана (Мерв). В IX—X веках в государствах Тахиридов, Саманидов.
К XI веку территория Туркменистана была завоёвана огузами, которые, смешиваясь с местными населением, во многом также тюркского происхождения, создали туркменский этнос. В XI—XIII веках было создано первое туркменское государство — Империя Сельджукидов, столица которого во времена правления Султана Санджара располагалась на юге Туркменистана в г. Мерв.
В XII—XIII вв. туркменская династия Ануштегенидов основала и возглавляла средневековое туркменское государство — Империю Хорезмшахов, в состав которого вошёл весь Туркменистан, а столица находилась в г. Кёнеургенч (Гургандж) на севере Туркменистана. Кёнеургенч продолжал оставаться столицей Хорезма вплоть до XVII в.
В первой четверти XIII века была завоёвана монголами и позже оказалась в составе государства Ильханов, затем в государстве Тимуридов.
С XVI—XVII веков, разные части Туркменистана входили в состав Хорезма (Хивинского ханства) и Бухарского ханства. В 1511 году, северотуркменский город Вазир на короткий период стал столицей всего Хорезма, в нём короновались хорезмские ханы из чингизидской династии Арабшахидов Абуль-Мансура Ильбарс, Султан Хаджи-хан и Хаджи Мухаммад-хан.
В XVIII в. территория западного и северного Туркменистана и части северо-западного Узбекистана в районе Аральского моря именовалась как Туркомания на карте шведского географа и картографа Ф. И. фон Страленбрега.
В 1869—1885 годах территория Туркменистана была присоединена к Российской империи (Закаспийская область).
В ноябре — декабре 1917 года была установлена советская власть. Основная часть территории Туркменистана 7 августа 1921 года как Туркменская область вошла в состав Туркестанской АССР. После вхождения в состав СССР Хорезмской ССР была образована Туркменская автономная область в её составе. 27 октября 1924 года по национально-территориальному размежеванию советских республик Средней Азии преобразована в Туркменскую ССР.
6 октября 1948 года в Ашхабаде произошло сильнейшее землетрясение, унёсшее жизни от 60 до 100 тыс. человек.
В октябре 1990 года Верховный Совет Туркменской ССР учредил пост президента республики.

26 октября 1991 года прошёл референдум о независимости Туркменистана. На вопрос «Согласны ли вы с законодательным установлением Туркменистана как независимого демократического государства?» положительно ответило 94 % граждан Туркменской ССР. На следующий день Верховный Совет республики принял Конституционный закон «О независимости и основах государственного устройства Туркменистана». Туркменистан стал независимым.

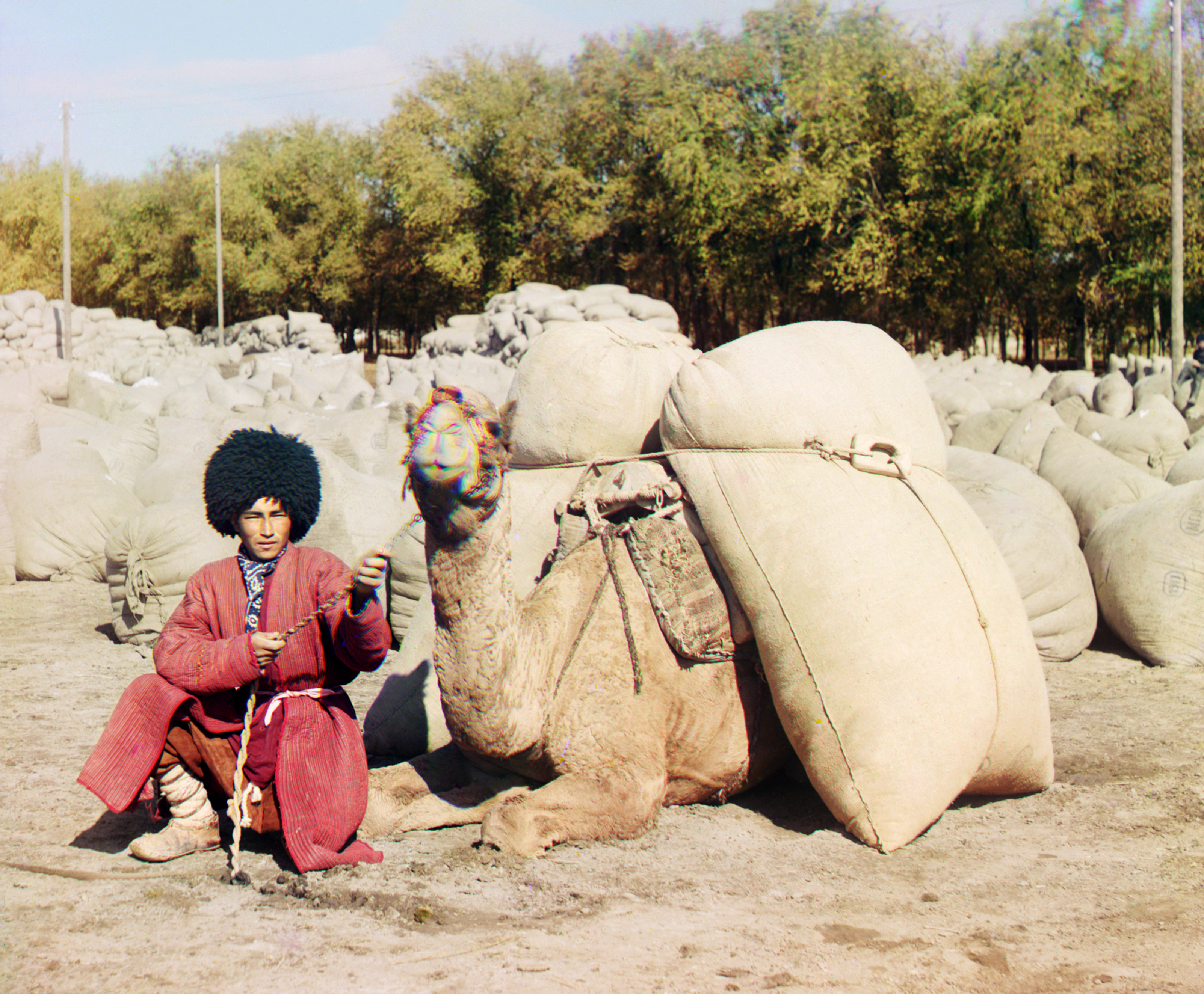
Мужчина в традиционной одежде со своим верблюдом, 1907 год. Фото Прокудина-Горского

### Эпоха Ниязова (1991—2006)
12 декабря 1995 года Туркменистан провозгласил постоянный нейтралитет. Была принята резолюция Генеральной Ассамблеи ООН № 50/80, в которой выражается надежда на то, что «статус постоянного нейтралитета Туркменистана будет содействовать укреплению мира и безопасности в регионе». В этой резолюции ООН «признаёт и поддерживает провозглашённый Туркменистаном статус постоянного нейтралитета».
28 декабря 1999 года Халк Маслахаты объявил Сапармурата Ниязова бессрочным президентом, имеющим право переизбираться неограниченное количество раз.
В феврале 2001 года, в день своего 61-летия, Ниязов назвал примерную дату своего ухода с поста президента — 2010 год.
В августе 2002 года Халк Маслахаты переименовал в его честь месяцы года и дни недели. Ещё одним нововведением стало новое деление жизненного цикла человека на возрасты.
В ноябре 2002 года в стране произошла попытка государственного переворота. По официальной версии, переворот был организован бывшими высокопоставленными государственными чиновниками, включая бывших председателя парламента, руководителей МИДа, силовых министерств, нескольких губернаторов, «в сообществе с группой иностранных граждан». При этом была организована «неудачная попытка покушения на жизнь президента страны Сапармурата Ниязова». Большая часть заговорщиков была арестована и, в соответствии с решением суда, приговорена к различным срокам тюремного заключения. Борис Шихмурадов добровольно вернулся в Туркменистан и сдался властям. Его «признательная речь» транслировалась по национальному телевидению и была впоследствии показана по многим российским и мировым каналам.
«Рухнама» — особый, значимый элемент из эпохи Ниязова — книга, написанная президентом страны. Она была поставлена в Туркменистане на одном уровне с Кораном; на предмет знакомства с ней заставляли сдавать экзамены в вузы, её изучали как основной предмет. В этой книге основной посыл состоял в том, что, по мнению Сапармурата Ниязова, туркмены — великая нация, несправедливо приниженная Советским Союзом и российским царизмом; Ной, возможно, был туркменом; колесо (повозку) придумали туркмены. Слова наподобие «О, мои черноглазые!» были призваны воспитывать в туркменской молодёжи ощущение патриотизма.
Все школьники обязаны были ежедневно перед началом занятий читать «Клятву верности». В ней были слова: «Да отсохнет рука моя… Да отнимется язык мой… В час измены Родине, Сапармурату Туркменбаши Великому… Да прервётся дыхание моё…».
Было снесено старое здание Государственного русского драматического театра им. А. С. Пушкина, сразу же после этого театр начал свою работу в другом здании. Было снесено старое здание Академического театра оперы и балета им. Махтумкули, переименованный театр начал работать в новом современном здании. Также был снесён памятник Алты Карлиеву, основателю туркменского кинематографа, а Туркменфильм им. Карлиева был переименован в им. Огузхана, в честь прародителя туркмен.
В 2003—2005 годах в Туркменистане проходила кампания по переводу русскоязычных жителей республики, преимущественно славян, в туркменское гражданство. Поводом стали опасения властей, что при возможном обострении внутриполитической ситуации в Туркменистане Россия предпримет меры в защиту своих граждан, постоянно проживающих в республике. Лиц, не желавших отказываться от российского гражданства, лишали туркменского гражданства и выселяли из их квартир, после чего десятки тысяч славян были вынуждены срочно переселяться в Россию.
В 2003 году были уволены все руководители силовых ведомств, включая Генпрокуратуру.
В 2005 году в рамках антикоррупционной кампании, инициированной президентом страны, были лишены своих должностей ряд высокопоставленных чиновников, которые в соответствии с решением суда были приговорены к различным срокам тюремного заключения.
24 октября 2005 года Халк Маслахаты полным составом (2506 человек) отклонил законопроект Ниязова о проведении президентских выборов в 2009 году. После этого Ниязов предложил считать, что принятие закона просто отложено до декабря 2009 года.
10 апреля 2006 года Сапармурат Ниязов за многочисленные нарушения отправил на пенсию генерального прокурора Туркменистана Курбанбиби Атаджанову, должность занял её бывший первый заместитель Мухемметгулы Огшуков. Атаджанова занимала должность 11 лет. За этот период она стала «разоблачителем» доверенных лиц, таких как Еллы Курбанмурадов, Реджеп Сапаров и многих других, оскорбивших Ниязова «изменой».
21 декабря 2006 года Сапармурат Ниязов скончался от остановки сердца. До следующих выборов исполняющим обязанности президента назначен заместитель председателя правительства республики Гурбангулы Бердымухамедов.

### Туркменистан после эпохи Ниязова
На выборах 11 февраля 2007 года, получив 89,23 % голосов избирателей, победил Гурбангулы Бердымухамедов.
15 февраля президент подписал указ о реформировании системы образования, согласно которому была отменена «девятилетка» и вводилось десятилетнее среднее образование, а в вузах — 5-6-летнее.
16 февраля в Ашхабаде открылись первые два интернет-кафе. По состоянию на февраль 2019 года в стране открыто 9 кафе с выходом в интернет. Кроме того, в интервью Гурбангулы Бердымухамедов заявил, что планируется ввести интернет и в школах.
Сейчас мы прорабатываем вопрос о массовом обеспечении интернета в школах
20 февраля президент подписал указ «О создании Госкомиссии по рассмотрению обращений граждан по вопросам деятельности правоохранительных органов при президенте Туркменистана», что дало возможность пересмотра ряда дел, по которым сотни людей были осуждены на многие годы тюрьмы в результате неправомочных действий чиновников.
22 февраля президент Туркменистана Гурбангулы Бердымухамедов изъял из «клятвы верности» Родине — придуманного во время правления Ниязова стихотворного приложения к государственному гимну — упоминание о «Великом Туркменбаши».
C 28 февраля местные газеты сменили на первых полосах портрет Сапармурата Ниязова на фотографию нового президента Гурбангулы Бердымухамедова. Ранее портрет сопровождался цитатой из книги Ниязова «Рухнама». Теперь же под фотографией Бердымухамедова стал публиковаться фрагмент его инаугурационной речи. Фотографии бывшего президента Туркменистана Ниязова всё реже стали появляться на страницах газет. Было изменено налоговое законодательство (учреждения здравоохранения перестали платить налог на имущество, а медицинские услуги, лекарства и медтехника — облагаться НДС).
15 марта Бердымухамедов подписал указ, согласно которому имя первого президента и «отца всех туркмен» Сапармурата Ниязова будет удалено с президентского штандарта. Вместо этого стяг будет украшать надпись: «Президент Туркменистана». Также президент отменил ежедневную клятву верности республике и её главе.
17 марта президент, представляя членам правительства нового вице-премьера Хыдыра Сапарлыева, заявил, что в Туркменистане будет возрождена Академия наук, а также сельские поликлиники и военные кафедры в вузах. Сапармуратом Ниязовым были ликвидированы научные институты, работавшие в фундаментальном и прикладном направлениях.
1 января 2008 года в Туркменистане открылись обменные пункты валюты, закрытые Ниязовым в 1998 году, начала работу Межбанковская валютная биржа.
В 2007—2008 годах Туркменистан возвратился к названиям месяцев по григорианскому календарю и названиям дней недели по солнечной хиджре. Обратно переименованы проспекты, убрана вращающаяся вслед за солнцем золотая статуя Туркменбаши. Это было сделано для борьбы с культом личности Ниязова.
В январе 2009 года из названий туркменских газет и журналов исчезли имена Ниязова и его родственников.
7 июля 2011 года в городе Абадане произошла серия взрывов на складе боеприпасов. Официальные СМИ Туркменистана сообщили, что взорвался склад с пиротехникой. По сообщениям независимых СМИ, число погибших в результате взрывов в городе Абадане составило 200 человек.
12 февраля 2012 года прошли выборы президента Туркменистана. Подведение итогов выборов состоялось на заседании Центральной избирательной комиссии 15 февраля. В соответствии со статьёй 51 закона «О выборах президента Туркменистана» кандидат Гурбангулы Бердымухамедов набрал абсолютное большинство голосов избирателей (97,14 %) и был признан избранным президентом Туркменистана.
3 января 2013 года вступил в силу закон о СМИ, запрещающий цензуру. Он стал первым с 1991 года законом о средствах массовой информации.
В конце января 2013 года Гурбангулы Бердымухамедов выступил с инициативой о вступлении в ВТО.
12 февраля 2017 года состоялись очередные выборы президента. В соответствии со статьёй 76 Избирательного кодекса Туркменистана Центризбирком объявил, что кандидат Гурбангулы Мяликгулыевич Бердымухамедов, набравший абсолютное большинство голосов избирателей (97,69 %), был признан избранным президентом Туркменистана.
12 марта 2022 года состоялись очередные выборы президента. Действующий президент Гурбангулы Бердымухамедов объявил, что не будет в них участвовать, так как «должен дать дорогу молодым». Победу на выборах одержал его сын Сердар Бердымухамедов набрав 72,97 % голосов.

## Политическое устройство

Президентский Дворцовый комплекс «Огузхан» в Ашхабаде

В соответствии с Конституцией, Туркменистан — светское государство. Форма правления — президентская республика. Глава государства — президент.
Пожизненным президентом Туркменистана до 21 декабря 2006 года был Сапармурат Ниязов, провозглашённый Туркменбаши («глава всех туркмен»). После смерти Сапармурата Ниязова в 2006 г. исполняющим обязанности президента был избран Гурбангулы Мяликгулыевич Бердымухамедов, который вскоре вступил в должность президента в феврале 2007 г. и занимал её до марта 2022 г. В результате проведения внеочередных президентских выборов 12 марта 2022 года президентом стал его сын — Сердар Гурбангулыевич Бердымухамедов.

Меджлис Туркменистана

Законодательный орган — Милли Генгеш Туркменистана, состоящий из Халк Маслахаты — верхней палаты и Меджлиса — нижней палаты, состоящей из 125 депутатов. состоит из 56 членов. Из них 48 мандатов избираются от каждого велаята (области) и города Ашхабада, на основе непрямого избирательного права тайным голосованием на заседаниях региональных Халк Маслахаты пяти велаятов и города Ашхабада, а 8 членов назначаются Президентом Туркменистана. Депутаты Меджлиса избираются на 5 лет в одномандатных округах. Компетенция Милли Генгеша — принятие законов, принятие и изменение Конституции.
До 2013 года в Меджлисе была представлена лишь одна легальная политическая партия в этой стране — Демократическая партия Туркменистана. Парламент Туркменистана 10 января 2013 года принял новый закон «О политических партиях». Закон определяет правовые основы создания политических партий, права, обязанности, гарантии деятельности партий, а также регулирует взаимоотношения политических партий с государственными учреждениями и другими организациями.
21 августа 2012 года в стране была создана вторая партия — Партия промышленников и предпринимателей. До этого в стране существовала однопартийная система. В декабре 2013 года, после парламентских выборов, в Парламент вошли 2 политические партии, а также организации и беспартийные депутаты. Все депутаты полностью поддерживают правительство, возглавляемое президентом. В 2014 году в стране появилась третья партия — Аграрная партия Туркменистана.
С 1992 до 2008 года в конституции был указан ещё один законодательный орган — назначаемый и избираемый Халк Маслахаты (Народный совет, надпарламент, 2507 членов). Он состоял из президента, депутатов Меджлиса, избранных на 5 лет народных представителей, представителей судебной власти, министров, глав региональных администраций (областей — велаятов и районов — этрапов), представителей общественных организаций, старейшин. Халк Маслахаты обсуждал вопросы общегосударственной политики (внесение изменений в конституцию, проведение выборов и референдумов, утверждение программ развития страны и так далее. Сессии проводились не реже одного раза в год. Пожизненным председателем Халк Маслахаты до 2007 года был Сапармурат Ниязов. Затем председателем был избран Гурбангулы Бердымухамедов. В соответствии с изменённой Конституцией Народный совет прекратил своё существование, его полномочия были переданы Меджлису и президенту. Халк Маслахаты был вновь образован в соответствии с Конституционным законом Туркменистана от 9 октября 2017 года № 617-V «О внесении дополнения в Конституцию Туркменистана». Первое заседание прошло 26 сентября 2018 года.
24 октября 2020 года тогда ещё однопалатным Меджлисом Туркменистана был принят республиканский Закон «О Милли Генгеше Туркменистана» — о новом двухпалатном парламенте страны. Согласно ему, «деятельность Милли Генгеша Туркменистана осуществляется в соответствии с Конституцией Туркменистана, настоящим Законом и иными нормативными правовыми актами Туркменистана, регламентирующими деятельность данного органа». 4 ноября 2020 года Президент Туркменистана Гурбангулы Бердымухамедов подписал этот закон. 1 января 2021 года Туркменистан перешёл из однопалатного парламента в двухпалатный. Теперь Меджлис, являвшийся до этого единственным и однопалатным парламентом страны, стал нижней палатой, а верхней стал Халк Маслахаты, существовавший до этого как отдельный от Меджлиса орган. Новый, двухпалатный парламент страны было решено назвать «Милли Генгеш» (туркм. Milli Geňeş) — «Национальный совет».

### Внешняя политика Туркменистана
По состоянию на февраль 2022 года Туркменистан установил дипломатические отношения со 151 государством мира. За рубежом действуют 40 дипломатических представительств и консульств Туркменистана. В Туркменистане работают дипломатические представительства 32 иностранных государств, а также представительства 15 международных организаций.
Основными странами-партнёрами являются Беларусь, Иран, Казахстан, Россия, Турция, Китай. Туркменистан участвует во многих мировых и региональных международных организациях: ООН, ОБСЕ, Движение неприсоединения, ОЭС, ОИК, ВОЗ, МОМ, МАГАТЭ, ФСЭГ, ОТГ, ШОС, ЮНИСЕФ, ЮНЕСКО, ВТО.
Количество аккредитованных в Туркменистане иностранных дипломатических представительств — 79, из них только 32 представительство имеют посольства в Ашхабаде. Несколько иностранных государств открыли консульские учреждения в других городах страны. Посольства Туркменистана имеются в 30 странах; в некоторых государствах есть только аккредитованные по совместительству дипломатические представительства Туркменистана. В Молдове и Сирии посольства Туркменистана были закрыты по причине нецелесообразности их работы.

## Экономика
| ВВП Туркменистана по годам, млрд $ | ВВП Туркменистана по годам, млрд $ | ВВП Туркменистана по годам, млрд $ | ВВП Туркменистана по годам, млрд $ | ВВП Туркменистана по годам, млрд $ | ВВП Туркменистана по годам, млрд $ | ВВП Туркменистана по годам, млрд $ | ВВП Туркменистана по годам, млрд $ | ВВП Туркменистана по годам, млрд $ | ВВП Туркменистана по годам, млрд $ |
| 2009                               | 2010                               | 2011                               | 2012                               | 2013                               | 2014                               | 2015                               | 2016                               | 2017                               | 2018                               |
| ---------------------------------- | ---------------------------------- | ---------------------------------- | ---------------------------------- | ---------------------------------- | ---------------------------------- | ---------------------------------- | ---------------------------------- | ---------------------------------- | ---------------------------------- |
| 16,24                              | 22,148                             | 28,062                             | 33,466                             | 48,478                             | 41                                 | 47,9                               | 46,2                               | 35,7                               | 37,7                               |

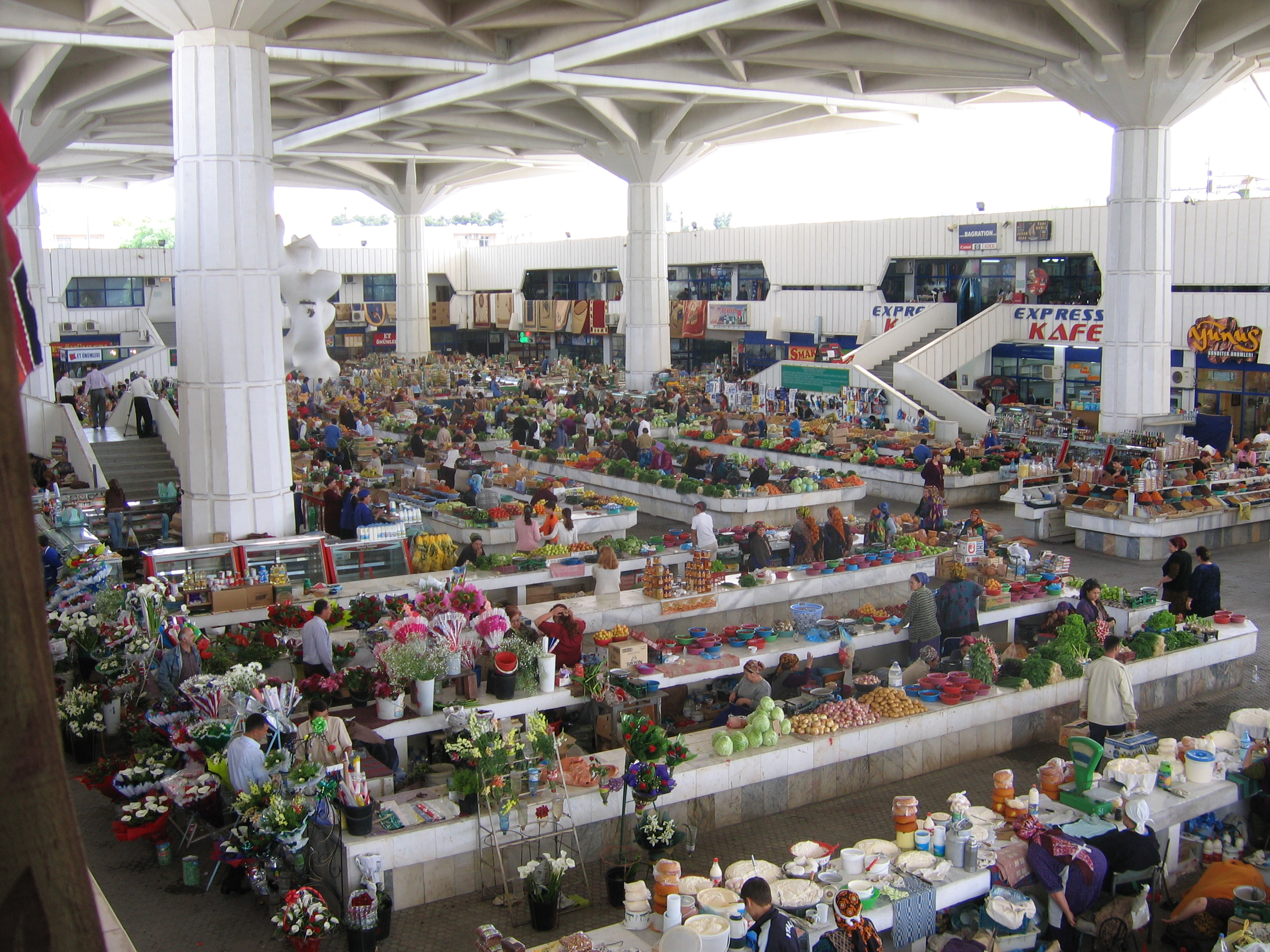
Торговый центр «Гулистан» с базаром в Ашхабаде

В Туркменистане проведена ограниченная приватизация — в основном в сфере услуг. Промышленность, сельское хозяйство, энергетика, транспорт и связь в основном составляют государственный сектор. В результате многие государственные услуги остаются бесплатными и зависят от субсидий.
В 2008 году численность рабочей силы составляла 2,3 млн человек. В сельском хозяйстве были заняты 48 % работающих, в промышленности — 14 %, в сфере обслуживания — 38 %.
Располагая большими запасами природного газа (15—20 трлн м³) и нефти (1,5—2 млрд т), Туркменистан является четвёртым в мире экспортёром топливных ресурсов. Однако проблемы транспортировки и разведки осложняют развитие этого сектора экономики, формирующего примерно 70 % валового национального продукта.
К основным отраслям промышленности относятся очистка и переработка нефти и природного газа; производство стекла, тканей (в основном хлопчатобумажных) и одежды; пищевая промышленность. Развитие промышленности замедляется из-за сокращения рынков сбыта в странах СНГ и сильных скачков мировых цен на сырьё.
Для поставок энергоресурсов используются различные виды транспорта, основным из которых является газопровод «Средняя Азия — Центр», построенный в советское время под статусом «Всесоюзной комсомольской ударной стройки» и введённый в эксплуатацию в 1967 году. Был подписан договор о строительстве Транскаспийского газопровода. В различной стадии разработки находятся проекты строительства газопроводов в Афганистан, Китай, Индию и другие азиатские страны. Для транспортировки газа в Европу в обход территории России проектировался магистральный газопровод «Nabucco», но затем западные страны отказались от этой идеи.
В период независимости полностью изменилась структура посевных площадей. В 1990—2013 годах главной культурой вместо хлопчатника стала пшеница, посевы которой увеличились с 60 тыс. га (4,4 % орошаемых земель) до 860 тыс. га (46,7 % орошаемых земель). Рентабельность пшеницы намного ниже, чем у хлопчатника или у винограда, но в результате выделения существенных субсидий со стороны властей к 2010 году страна смогла перейти к экспорту пшеницы.
Экспорт в 2017 году составил $7,1 млрд. Главное место в экспорте занимает природный газ (83 %), нефть (1,7 %) и нефтепродукты (5,6 %), товары хлопковой группы, текстиль, ковры и ковровые изделия. Основные покупатели: Китай — 83 %, Турция — 5,6 %, Италия — 1,8 %.
Импортируется промышленная продукция (машины и оборудование, в том числе для газовой промышленности), продовольствие, химические препараты, лекарства, продукция чёрной металлургии. В 2017 году объёмы импорта оценивались в $3,35 млрд. Основные поставщики: Турция — 30 %, Германия — 12 %, Китай — 11 %, Россия — 10 %.
С 1 января 2020 года минимальный размер оплаты труда в Туркменистане составлял 870 манатов ($ 248,57) в месяц. С 1 января 2020 года базовая величина для определения минимального размера пенсий составляет 338 манатов ($ 96,57), а базовая величина для исчисления государственных пособий составляет 322 маната ($ 92). С 1 января 2020 года минимальный размер пенсий участников Великой Отечественной войны составляет 1415 манатов ($ 404,29) в месяц, а минимальный размер пенсий тружеников тыла составляет 415 манатов ($ 118,57) в месяц. С 1 января 2022 года минимальный размер оплаты труда составляет 1050 манатов ($300,55) в месяц. С 1 января 2023 года минимальный размер оплаты труда составляет 1160 манатов ($332,04) в месяц, а минимальный размер пенсий участников Великой Отечественной войны составляет 1880 манатов ($538,13) в месяц.

### Валюта

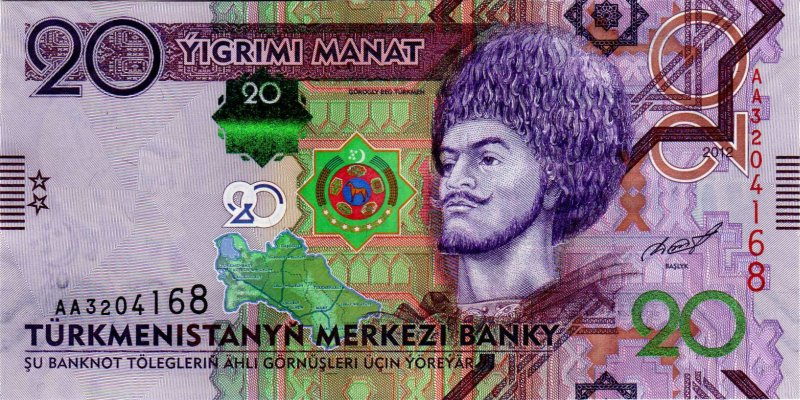
20 манат

Манат — официальная денежная единица Туркменистана, равная 100 тенге. Код валюты по ISO 4217 — TMT. Манат находится в обращении с 1 ноября 1993 года. Туркменский манат подвергался деноминации в 2009 году. Дизайн всех современных банкнот разработан английской компанией «Thomas de la Rue».

### Коммуникации
Состояние интернет-свободы в Туркменистане — одно из худших в мире. Страна занимает 176-е место из 180 по индексу свободы прессы. Во время правления Сапармурата Ниязова Интернет был неофициально запрещён. Первый интернет-провайдер в Ашхабаде был создан туркменской компанией «Туркментелеком». После избрания президентом Гурбангулы Бердымухамедова Интернет стал развиваться.
Правительство, однако, запрещает доступ к таким известным сайтам, как «YouTube», «Facebook», «Twitter», «LiveJournal» и ограничивает доступ к социальным сетям. В начале февраля 2012 года были заблокированы многие анонимайзеры, с помощью которых можно было посетить заблокированные сайты. Число пользователей интернета в стране на 2012 год составляло 5 % населения.
В Туркменистане действовало два сотовых оператора: предприятие сотовой связи «TM CELL», и «МТС-Туркменистан», однако услуги связи второго были приостановлены по требованию «Туркментелеком».
В 2014 году планировался запуск первого национального космического спутника, который был произведён французской компанией «Thales Alenia Space». Изначально запуск планировался с космодрома Сичан на юго-западе Китая. В итоге спутник TürkmenÄlem 52°E был запущен ракетой-носителем Falcon 9 компании «SpaceX» с мыса Канаверал в 23:03 UTC 27 апреля 2015.

### Туризм
Туризм в стране стремительно развивается в последние годы [когда?]. Особенно интенсивно — лечебный. В первую очередь, это связано с созданием туристической зоны Аваза на побережье Каспийского моря. Каждый турист обязан получить визу перед въездом в Туркменистан. Чтобы получить туристическую визу, граждане большинства государств нуждаются в визовой поддержке местного туристического агентства.
Для туристов, посещающих Туркменистан, организовываются экскурсионные туры с посещением исторических достопримечательностей Дашогуза, Куня-Ургенча, Ашхабада, Нисы, Мерва, Мары, пляжные туры на Авазу и лечебные туры и отдых в Моллакаре, Йылы суве, Арчмане.

## Индекс коррумпированности
В индексе восприятия коррупции «Transparency International» в 2018 году, опубликованном 29 января 2019 года, Туркменистан занял 161-е место среди 180 стран, набрав всего 20 баллов из 100 (чем больше баллов, тем ниже уровень коррупции). Это самый низкий балл среди стран Восточной Европы и Центральной Азии. По итогам 2023 года страна заняла 170 место из 180, набрав 18 баллов из 100.

## Судебные иски к Туркменистану
Жалобы на высокую коррупцию в Туркменистане поступают от многих иностранных инвесторов, которые сотрудничали со страной по разным проектам. Проблемы с оплатой работы возникали, к примеру, у подрядчиков туркменских государственных компаний «Туркменгаллаонумлери», «Туркменнефть», «Туркменгаз» и «Туркменгеология». Иностранные подрядчики подают в международный арбитраж судебные иски к Туркменистану, связанные с нарушением этой страны обязательств по договорам, в том числе в строительной сфере.

### Unionmatex (Германия)
В октябре 2018 года иск к Туркменистану в Международный центр по урегулированию инвестиционных споров (МЦУИС) подала немецкая компания Unionmatex Industrieanlagen GmbH, которую в арбитраже представляли две юридические компании: Gleiss Lutz и Schultze & Braun (дело зарегистрировано 12 октября 2018 года под номером ARB/18/35). По словам управляющего делами о несостоятельности и банкротстве компании, иск опирается на немецко-туркменское соглашение об инвестициях от 1997 года. Общая сумма исковых претензий составляет не менее €32 млн плюс проценты. МЦУИС принял к рассмотрению иск администратора процедуры банкротства Unionmatex Industrieanlagen GmbH против Туркменистана.
В 2008 году Unionmatex подписала контракт с государственной организацией «Туркменгаллаонумлери» («GALLA», ранее — «Ассоциация по хлебопродуктам») на строительство пяти мукомольных заводов и двух торговых центров с пекарнями «под ключ». В течение года был подписан ещё один контракт на строительство третьего торгового центра. Общая сумма контрактов составила €144 млн.
Завершить строительство компания планировала в 2011 году. После первого замораживания строительных работ в 2010 году «GALLA» согласилась на выплату немецкому подрядчику компенсации дополнительных расходов в размере €14 млн, но дальше согласия дело не пошло. После неудачных переговоров на уровне высших политических кругов, «GALLA» подала иск против Unionmatex в туркменский суд в августе 2012 года с целью отмены существующих договоров. Суд принял сторону истца и передал проекты турецкому застройщику. Unionmatex также заявляла о давлении со стороны правительства Туркменистана. Иск, который компания подала, в свою очередь, в туркменский суд на «GALLA» в октябре 2012 года из-за невыплаты компенсации и с требованием выдать компании её конфискованное туркменской стороной строительное оборудование, был отложен на несколько лет. Ситуация привела компанию к банкротству в 2014 году; она прекратила работу в Туркменистане и в 2014 году подала заявку о ликвидации, в которой причиной банкротства стал отказ «Туркменгаллаонумлери» оплачивать её строительные работы с 2008 по 2014 год. В заявке также было указано о постоянном вмешательстве заказчика в строительный процесс, таможенные препятствия и задержку в оформлении рабочих виз. Кроме того, на строительных площадках отсутствовали газ, вода и электричество, за обеспечение которыми отвечала «GALLA». После безуспешных попыток решить спор во внесудебном порядке, представитель компании Schultze & Braun доктор Дирк Херциг, представляющий интересы «Unionmatex», подал против Туркменистана судебный иск в международный арбитраж.
По состоянию на сентябрь 2019 года решение по иску не принято.

### «Белгорхимпром» (Республика Беларусь)
«Белгорхимпром» в январе 2019 года подала иск в Арбитражный институт Торговой палаты Стокгольма. Белорусская компания потребовала взыскать с госконцерна Туркменистана «Туркменхимия» задолженность в размере более $150 млн за работы, которые она вела по строительству «под ключ» Гарлыкского горно-обогатительного комбината.
«Белгорхимпром» начал строительство Гарлыкского ГОК в июне 2009 года. Стоимость проекта на тот момент составляла $ 1 млрд. Планируемая мощность комбината, по проекту, должна была составлять 1,4 млн т удобрений в год. 31 марта 2017 Туркменистан принял комбинат в эксплуатацию. На открытии присутствовали президент Туркменистана Гурбангулы Бердымухамедов и президент Беларуси Александр Лукашенко. Был также подписан акт государственной приёмочной комиссии. Сразу после этого власти Туркменистана объявили о планах по строительству второго калийного комбината; белорусская сторона должна была сопровождать проект и достраивать его подземную инфраструктуру. 22 апреля 2018 года Лукашенко заявил, что Беларусь пригласили построить второй ГОК, тендер на который был объявлен 17 апреля 2017 года. 10 мая белорусская сторона заявила, что отказывается от строительства второго комбината, так как Туркменистан не рассчитался за строительство Гарлыкского ГОК.
«Условиями контракта предусматривалась эксплуатация комбината туркменской стороной под надзором специалистов ОАО „Белгорхимпром“. Однако туркменская сторона отказалась оплачивать выполненные работы и не допустила белорусских специалистов к техническому сопровождению работы комбината. По имеющейся информации, туркменская сторона пытается организовать производство собственными силами, не имея для этого необходимого практического опыта. Есть веские основания полагать, что комбинат эксплуатируется ненадлежащим образом», — говорится в сообщении «Белгорхимпрома» на сайте Российской арбитражной ассоциации.
Минск получил около $ 700 млн; невыплаченная сумма за выполненные и признанные туркменами работы составила $ 52 млн, ещё около $ 25 млн зависло без подписей. В интервью белорусскому новостному медиа TUT.BY гендиректор «Белгорхимпрома» Вячеслав Коршун сообщил, что из-за неплатежей было невозможно продолжать работы по выполнению оставшейся части сопровождения «Белгорхимпром» и с 16 марта 2018 года компания была вынуждена приостановить выполнение всех обязательств: «Нами было поставлено условие — погасить просроченную задолженность в размере $ 52 млн, вместе с тем мы информировали партнёров, что готовы продолжать выполнение услуг по техническому сопровождению. Однако заказчик отказывался от выполнения своего обязательства по предоставлению технических данных о работе комбината и не допускал наших специалистов на объект».
Белорусская сторона также получила препятствия в вывозе из Туркменистана строительной техники компании общей стоимостью более $ 7 млн — более 60 единиц принадлежащей белорусскому подрядчику техники, ввезённой под проект в режиме временного ввоза.
«Туркменхимия», в свою очередь, обвинила Беларусь в срыве сроков строительства и подала иск в Арбитражный институт при Торговой палате Стокгольма на «Белгорхимпром» — заказчик затребовал от подрядчика возмещение ущерба за невыполнение контрактных обязательств по строительству Гарлыкского калийного горнорудного комплекса.

### МТС
28 июля 2018 года МТС подала в МЦУИС (Международный центр по урегулированию инвестиционных споров) иск к Туркменистану на $750 млн, заявив, что пыталась урегулировать спор досудебными переговорами, не принёсшими результата. Основание для иска, по заявлению компании — нарушение Туркменистаном прав МТС как иностранного инвестора: в сентябре 2017 года «МТС-Туркменистан» перестал оказывать услуги абонентам, так как «Туркментелеком» больше не предоставлял ему услуги международной и междугородней зоновой связи и услуги доступа в интернет. По мнению туркменской стороны мотивацией МТС в подаче иска было желание информационного и психологического давления на оппонента и стремление менеджмента компании оправдаться перед акционерами в ошибках, допущенных в принятии стратегических решений.
МТС заявила, что имела право оказывать услуги связи до 26 июля 2018 года. Компания начала работу в Туркменистане в 2005 году с приобретения местного оператора «Barash Communications Technologies Inc.» (BCTI) за $ 46,7 млн. По условиям первого договора с туркменским министерством связи, действующего до 2010 года, BCTI обязалась перечислять в бюджет страны 20 % чистой прибыли. Также компания платила налоги.
В 2010 году МТС прекратила работу в Туркменистане до 2012 года, затем подписала ещё один договор с государственной компанией «Туркментелеком» — по нему «МТС-Туркменистан» обязалась ежемесячно отчислять «Туркментелекому» уже 30 % чистой прибыли. В сентябре 2017 года компания приостановила свою деятельность в стране. В июле 2018 года подала иск на 750 млн долларов США, в апреле 2019 года — развёрнутый иск, озвучив сумму потерь до 1,5 млрд долларов. В пресс-службе МТС увеличение суммы иска объяснили проведённой в марте 2019 года экспертизой.

## Транспорт

### Автомобильный транспорт

АЗС в Туркменистане

Строительство новых и модернизация уже существующих автомобильных дорог играет важную роль в развитии страны. В связи с увеличением транспортного потока корректируются уже возведённые дороги, а также планируется строительство новых автомагистралей (недоступная ссылка). Для развития автотранспорта и укрепления материально-технической базы президент Туркменистана Гурбангулы Бердымухамедов подписал постановление, согласно которому государственный концерн «Туркменавтоеллары» приобретёт автотранспорт «МАЗ» по контракту с ООО «Торговый дом „Ярав“» — официальным представителем завода «МАЗ». Также заключён контракт с российской фирмой на строительство развязки на автомагистрали города Туркменбаши.
Строительству дорог и автотранспорту всегда уделялось большое внимание. Так, в 2006 году был снят с должности министр автомобильного транспорта и автодорог Туркменистана Баймухамет Келов за хищение государственных средств и недостатки в работе.
По состоянию на начало 2015 года, цена на бензин в Туркменистане (1 манат за литр) была одной из самых низких в СНГ.

### Авиационный транспорт
Крупнейшие города Туркменистана связаны с Ашхабадом и между собой авиасообщением. Самый крупный аэропорт находится в Ашхабаде, откуда совершаются регулярные международные рейсы. Кроме Ашхабада, регулярные международные рейсы совершаются также из Туркменбаши. Государственной организацией в сфере управления и регулирования в Гражданской Авиации Туркменистана является Государственная национальная служба «Туркменховаёллары». В стране действуют 6 аэропортов международного уровня.

#### Туркменские авиалинии

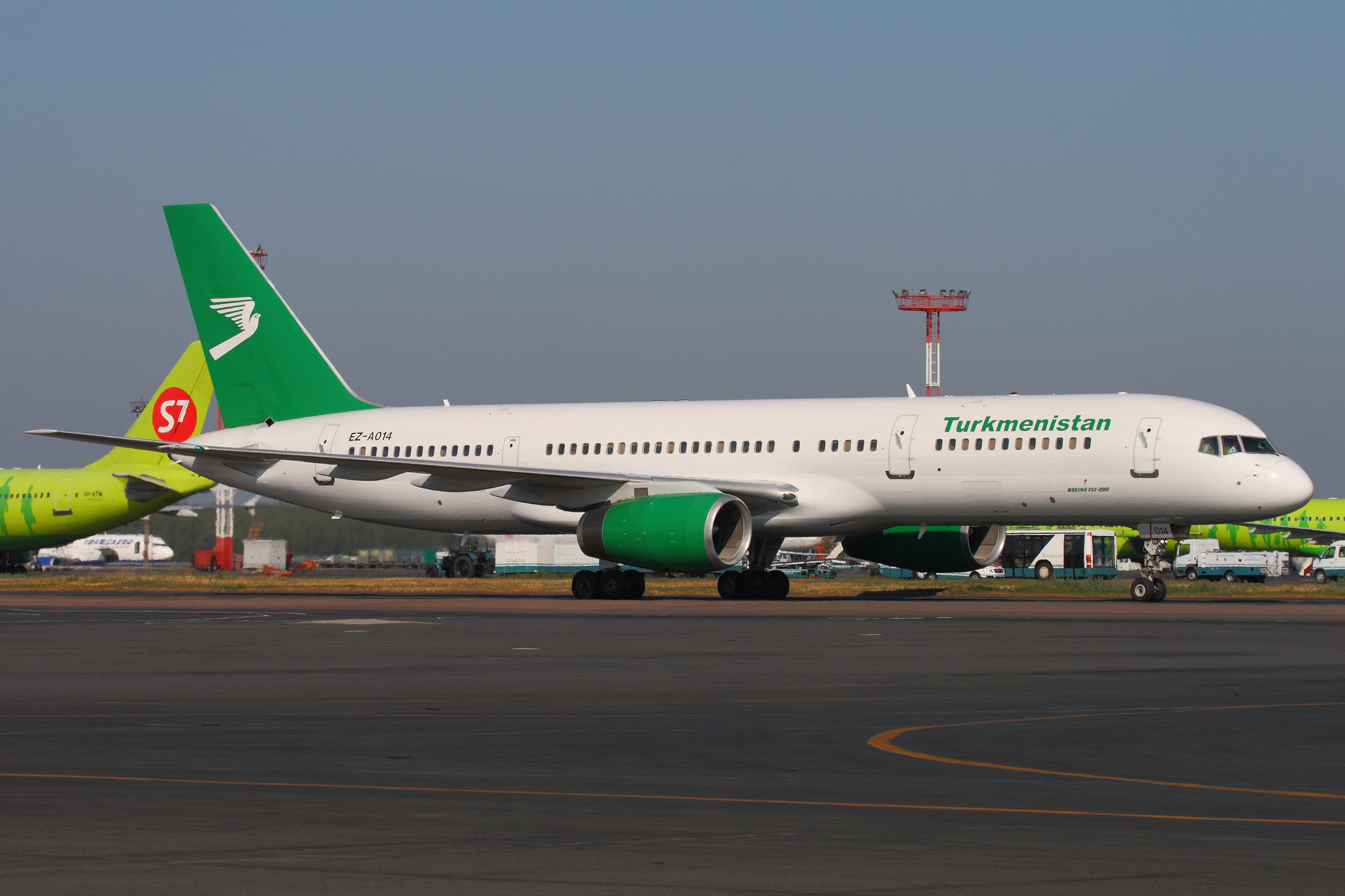
Boeing 757—200 Туркменских авиалиний

Крупнейшей авиакомпанией, работающей на туркменском рынке авиаперевозок, являются «Туркменские авиалинии» — флагманский перевозчик Туркменистана. Пассажирский парк «Туркменских авиалиний» составляет[когда?] 21 самолёт американской компании «Боинг»: «Боинг-717», «Боинг-737», «Боинг-757», «Боинг-737-700», «Боинг-737-800», дальнемагистральный лайнер «Боинг-777-200LR». В арсенале авиаторов Туркменистана — 3 транспортных самолёта «Ил-76», а также вертолёты Ми-171, Сикорского и «Супер Пума». Государственная авиакомпания ежегодно перевозит на внутренних и международных линиях 1,8—1,9 млн пассажиров. «Туркменские авиалинии» осуществляют регулярные рейсы в Москву, Лондон, Анкару, Франкфурт-на-Майне, Бирмингем, Бангкок, Дели, Абу-Даби, Амритсар, Пекин, Стамбул, Минск, Алма-Ату, Санкт-Петербург, Париж.

### Морской транспорт

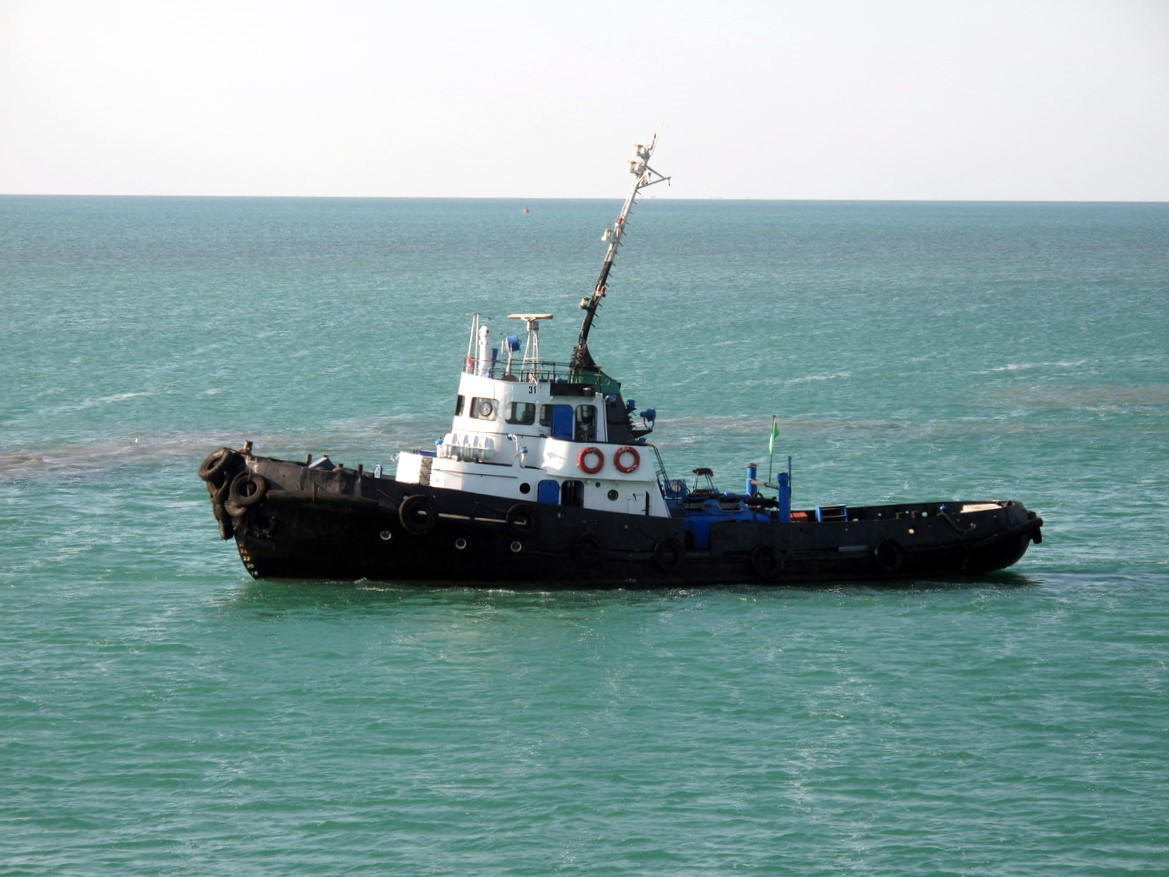

С 1962 года из Туркменбашийского международного порта действует паромная переправа до азербайджанского порта Баку и до астраханского порта Оля, а также внутренний пассажирский маршрут Туркменбашы-Гызылсув и Туркменбашы-Хазар. В последние годы резко возросла танкерная транспортировка нефти. Главный порт — Туркменбаши; он связан железнодорожными паромами с портами побережья Каспийского моря (Баку, Актау).
В 2013 году было начато строительство нового порта, стоимостью 2 млрд $, в 2018 году состоялось его открытие. Проект предусматривает строительство паромного, пассажирского и грузовых терминалов на территории 1,2 млн м²; планируется возвести судостроительный завод. Также в Авазе был открыт первый в стране яхт-клуб.

### Железнодорожный транспорт

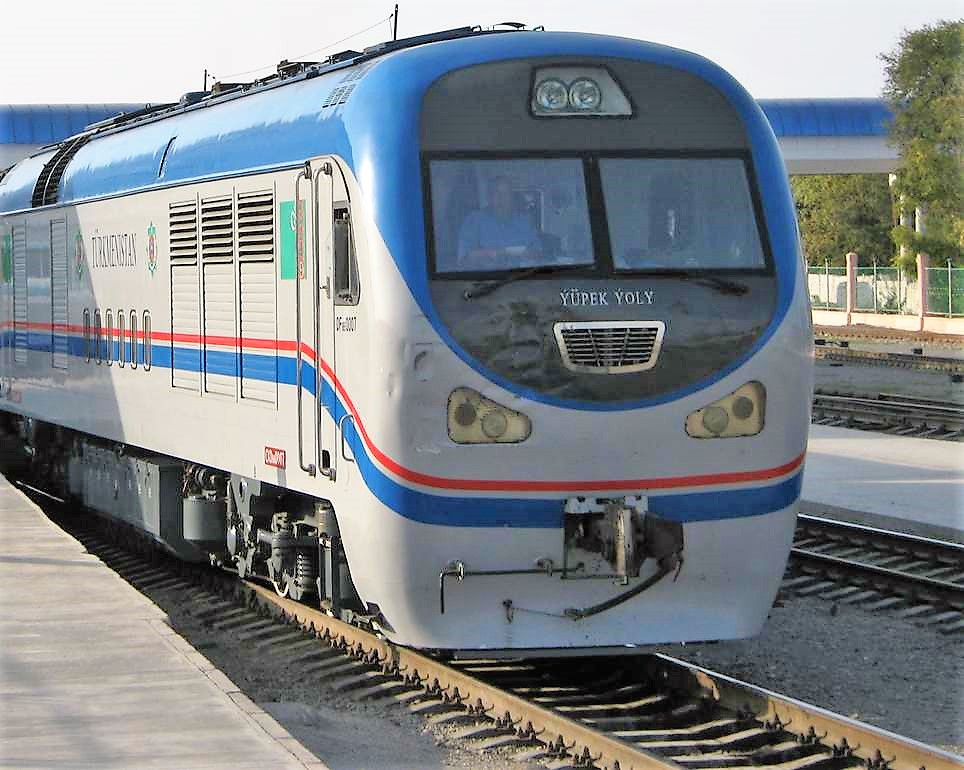
Тепловоз китайского производства

Железные дороги являются одним из основных видов транспорта в Туркменистане. Железнодорожный транспорт в Туркменистане используется с 1880 года. Первоначально это была часть Закаспийской железной дороги, затем Среднеазиатской железной дороги, после распада СССР сеть железных дорог в Туркменистане принадлежит и управляется Министерством железнодорожного транспорта. Общая протяжённость железных дорог по состоянию на 2012 год — 3550 км. Электрифицированных дорог нет. Пассажирское сообщение железных дорог Туркменистана ограничено государственными границами страны, за исключением участков, по которым проходит транзит поездов, следующих из Таджикистана в Узбекистан и далее. В 2006 году была построена Транскаракумская железная дорога. В 2014 году была открыта железная дорога Казахстан — Туркменистан — Иран, которая связала 3 государства. В настоящее время ведётся строительство железной дороги Туркменистан — Афганистан — Таджикистан.
Железная дорога Туркменистане в 1931 году впервые в мире была теплофицирована серийными тепловозами Ээл, строившимися на Коломенском заводе, а в 1938 году было построено тепловозное депо Ашхабад. С 1955 года железные дороги Туркменистане используют исключительно тепловозную тягу. На 2015 год локомотивный парк состоит из советских тепловозов серий 2ТЭ10Л, 2ТЭ10У, 2М62У, также есть несколько тепловозов китайского производства и казахского производства ТЭ33А. Манёвровую работу выполняют тепловозы ТЭМ2, ТЭМ2У, ЧМЭ3.

### Трубопроводный транспорт
В Туркменистане существует крупная сеть газопроводов. В настоящее время действуют газопроводы «Прикаспийский газопровод» и «Центральная Азия-Центр». В 2009 году сдан в эксплуатацию газопровод «Туркменистан — Китай», в 2010 году «Туркменистан — Иран». Туркменистан активно участвует в продвижении строительства газопровода «Туркменистан — Афганистан — Пакистан — Индия» (ТАПИ).

## Население

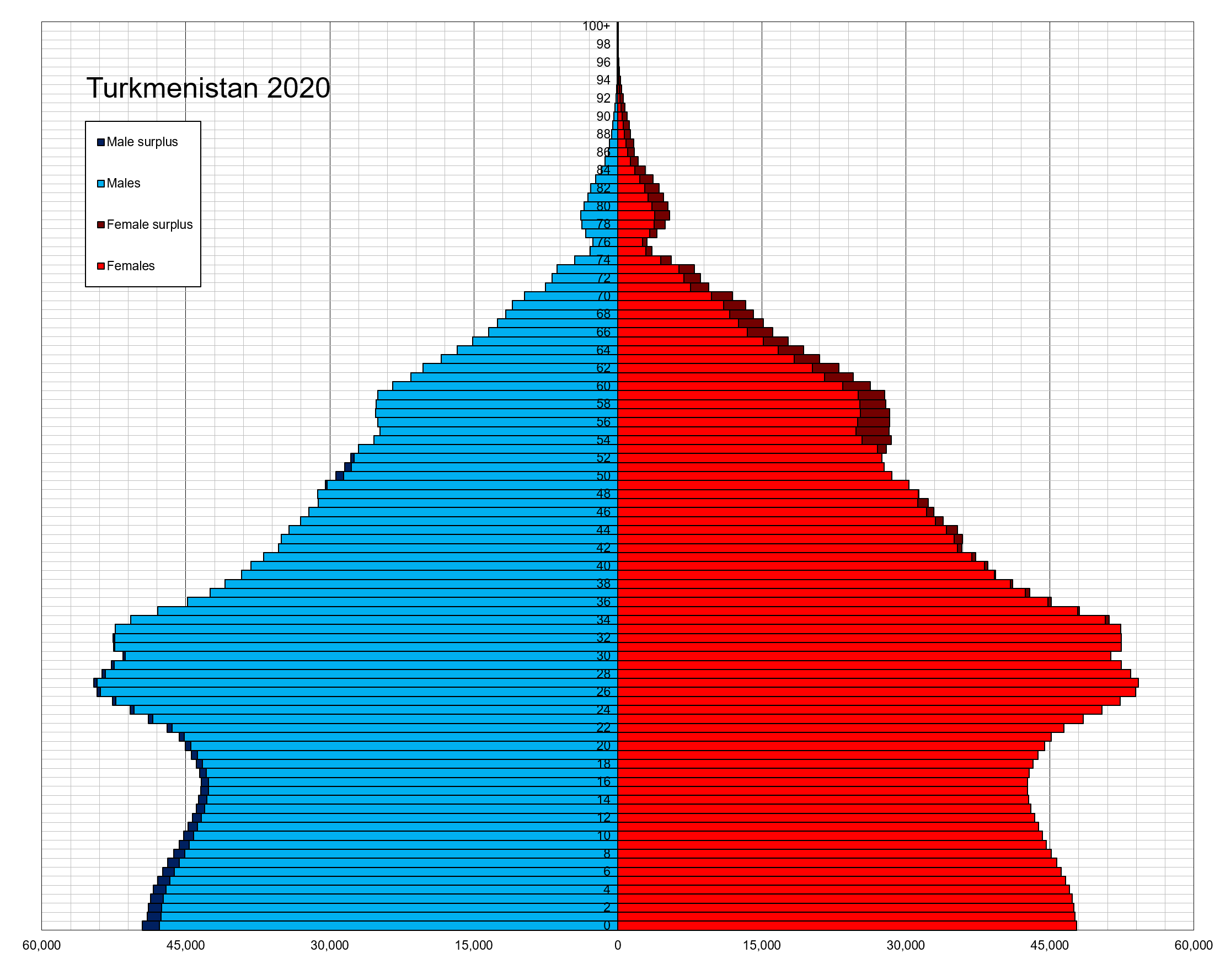
Возрастно-половая пирамида населения Туркменистана на 2020 год согласно оценке Бюро переписей США

До начала 2000-х годов население Туркменистана росло очень быстрыми темпами. По переписи 1959 года, наличное население страны составляло 1,516 млн жителей; по переписи 1979 года — 2,759 млн; по переписи 1989 года — 3,534 млн; по переписи 1995 года — 4,481 млн человек. С конца 2006 и по 2017 год никаких официальных публикаций о численности населения страны не производилось. Косвенно о действительной численности населения страны говорят официальные данные о итогах президентских выборов: согласно официальным данным, на 12 февраля 2012 года в стране было зарегистрировано 2 987 324 избирателя. На выборах в меджлис в декабре 2013 года было зарегистрировано 3,063 млн избирателей. На президентских выборах в феврале 2017 года в стране было зарегистрировано 3,252 млн избирателей. Согласно оценкам возрастной структуры населения страны, доля жителей, которые не достигли возраста 18 лет и не были включены в число избирателей, составляет около 33 % населения, а общее число жителей страны составит около 4,88 млн человек. На середину 2013 года Бюро переписи населения США оценивало численность населения Туркменистана в размере 5,113 млн человек, в том числе население возрастом 18 лет и более составляло по тем же оценкам 3,448 млн, что больше официально опубликованных данных о численности избирателей.
Департамент по экономическим и социальным вопросам ООН в 2008 году оценивал численность населения Туркменистана в размере 4,936 млн, в 2012 году — 5,268 млн, а в 2017 году — 5,758 млн.
В феврале 2015 года в оппозиционных изданиях появились публикации, в которых утверждалось, что им из анонимных неофициальных источников стали известны результаты переписи, проведённой ещё в 2012 году. Согласно этим публикациям, население страны должно было бы составлять 4 751 120 человек; по национальному составу 85,6 % — туркмены, 5,8 % — узбеки, 5,1 % — русские. Все остальные указаны как представители других национальностей. В стране проживают представители 58 национальностей.
На выборах в Меджлис в марте 2018 года в Туркменистане было зарегистрировано 3 291 312 избирателей, что отражает численность населения в возрасте 18 лет и старше. По неформальным данным, опубликованным в независимой прессе, однако, в 2008—2018 годах из Туркменистана выехало около 1,9 млн человек, и по некоторым оценкам фактическое население Туркменистана на начало 2019 года могло составлять около 3,3 млн человек.
В январе 2020 года была опубликована официальная оценка численности населения страны свыше 6,2 млн человек, но без указания конкретной даты, к которой относятся эти данные.
В 2020—2021 годах в Туркменистане проводилась подготовка к проведению в 2022 году очередной переписи населения и жилищного фонда, руководил работой Государственный комитет Туркменистана по статистике (Госкомстат). Оппозиционные информационные ресурсы распространяют утверждения о том, что якобы предварительные неформальные подсчёты фактической численности населения по состоянию на середину 2021 года, собранные в чиновниками Госкомстата в ходе подготовки к переписи сильно разошлись с официальными цифрами и дали оценку порядка 2,7-2,8 миллиона человек, что могло означать продолжающуюся депопуляцию страны. По данным Центральной избирательной комиссии Туркменистана на внеочередных выборах президента Туркменистана в марте 2022 года было зарегистрировано 3 435 950 избирателей, что равняется официальной оценке взрослого (18 лет и старше) населения страны, а с учётом несовершеннолетних (их доля оценивается примерно в 30 %) население страны может несколько превышать 5 миллионов жителей. Обращает на себя внимание относительно небольшое количество зарегистрированных избирателей в столице страны: 452 139 человек. Эта цифра составляет менее половины официально объявленной численности населения Ашхабада, которая, по официальным утверждениям, должна превышать 1 миллион.
Суммарный коэффициент рождаемости составил в 2021 году 2,04 ребёнка на одну женщину.
17 июля 2023 года были опубликованы официальные итоги переписи населения, эта перепись (третья за период независимого существования Туркменистана, итоги предыдущей переписи 2012 года опубликованы так и не были) была проведена в декабре 2022 года, согласно официальным данным, население страны составило 7 057 841 жителей. Опубликованная величина заметно выше оценок численности населения страны, даваемых ООН — 6,43 млн жителей в 2022 году, а также официального числа избирателей, то есть граждан в возрасте 18 лет и старше, которое в 2022 году составило 3 435 950 человек, что означало бы, что 3 621 891 жителей страны (51,32 %) моложе 18 лет, тогда как по официальным данным переписи 2022 года доля жителей моложе трудоспособного возраста составляла лишь 34,9 %. Хотя итоги предыдущей переписи 2012 года пока ещё в явном виде не были опубликованы, величину численности населения по переписи 2012 года позволяют определить официально опубликованные данные об учтённой переписью 2022 года общей жилой площади — 165 167 523 квадратных метров, что на 24,5 % больше, чем в 2012 году (это даёт возможность определить величину общей жилой площади в 2012 году в размере 132,67 миллиона квадратных метров), а также показатель жилой площади на одного жителя в 2022 году в размере 23,8 квадратного метра на человека, что на 3 % выше, чем в 2012 году (это позволяет определить среднюю жилую площадь на одного человека в 2012 году в размере 22,7 квадратных метра); для 2012 года сопоставление показателя общей площади 132,67 млн квадратных метров и показателя 22,7 квадратных метра на человека даёт величину населения в 2012 году в размере свыше 5,8 млн жителей; это означает прирост численности населения за период 2012—2022 годов в размере 20,2 %.

### Религия
Подавляющее большинство населения Туркменистана составляют мусульмане (в основном суннитского толка) — 89-90 %. Христиане составляют около 9 % населения, остальные конфессии — 2 %. Все разрешённые религиозные конфессии находятся под жёстким контролем государственных органов — в 1994 году для надзора за ними был создан Генгеш («Совет») по делам религии, куда были включены муфтий, заместитель муфтия, православный благочинный и гражданский чиновник. Члены Генгеша по делам религии, несмотря на светский характер государства, стали получать жалованье из бюджета так же, как и члены велаятских советов по делам религии (их возглавляют местные главные имамы). В 2016 году в Туркменистане вступил в силу новый закон «О свободе вероисповедания и религиозных организациях», в котором Генгеш не упоминается, но зато была создана особая государственная Комиссия по работе с религиозными организациями и экспертизе ресурсов, содержащих религиозные сведения, издательской и полиграфической продукции в Туркменистане, которая наделена рядом полномочий по надзору за религиозными организациями. В частности, именно эта Комиссия утверждает в должности руководителя религиозной организации, центр которой находится за рубежом. Она же проводит экспертизу всей поступающей из-за рубежа религиозной литературы. Государство жёстко ограничивает религиозное образование. Законом 2016 года частное преподавание религии запрещено полностью, а обучение детей вероучению разрешено лишь с согласия вышеуказанной Комиссии. Все духовные образовательные учреждения должны получать лицензию, а преподаватели религиозных дисциплин обязаны иметь особое духовное образование и разрешение вышеуказанной Комиссии. Государство не ограничивает возможность хаджа — в 2015 году разрешение на паломничество в Мекку получили по указу президента страны 188 человек.
По итогам исследования международной благотворительной христианской организации «Open Doors» за 2015 год, Туркменистан занимает 20-е место в списке стран, где чаще всего притесняют права христиан. Большинство христиан страны — православные. В Туркменистане также действует ряд протестантских церквей — пятидесятники (около 1100), баптисты, лютеране, адвентисты и др. С марта 2010 года в стране действует Римско-католический центр.

### Языки
Государственным языком Туркменистана является туркменский язык, относящийся к огузской группе тюркских языков. Помимо Туркменистана, язык распространён также в Иране, Афганистане, Турции, Ираке, Каракалпакии, Таджикистане, Казахстане, Узбекистане, в Ставропольском крае и в Астраханской области России.
В Туркменистане, кроме туркменского языка, широко распространён русский, а также используются английский, узбекский и белуджский (в нескольких деревнях Марыйского оазиса)[устаревший источник] языки.

## Культура

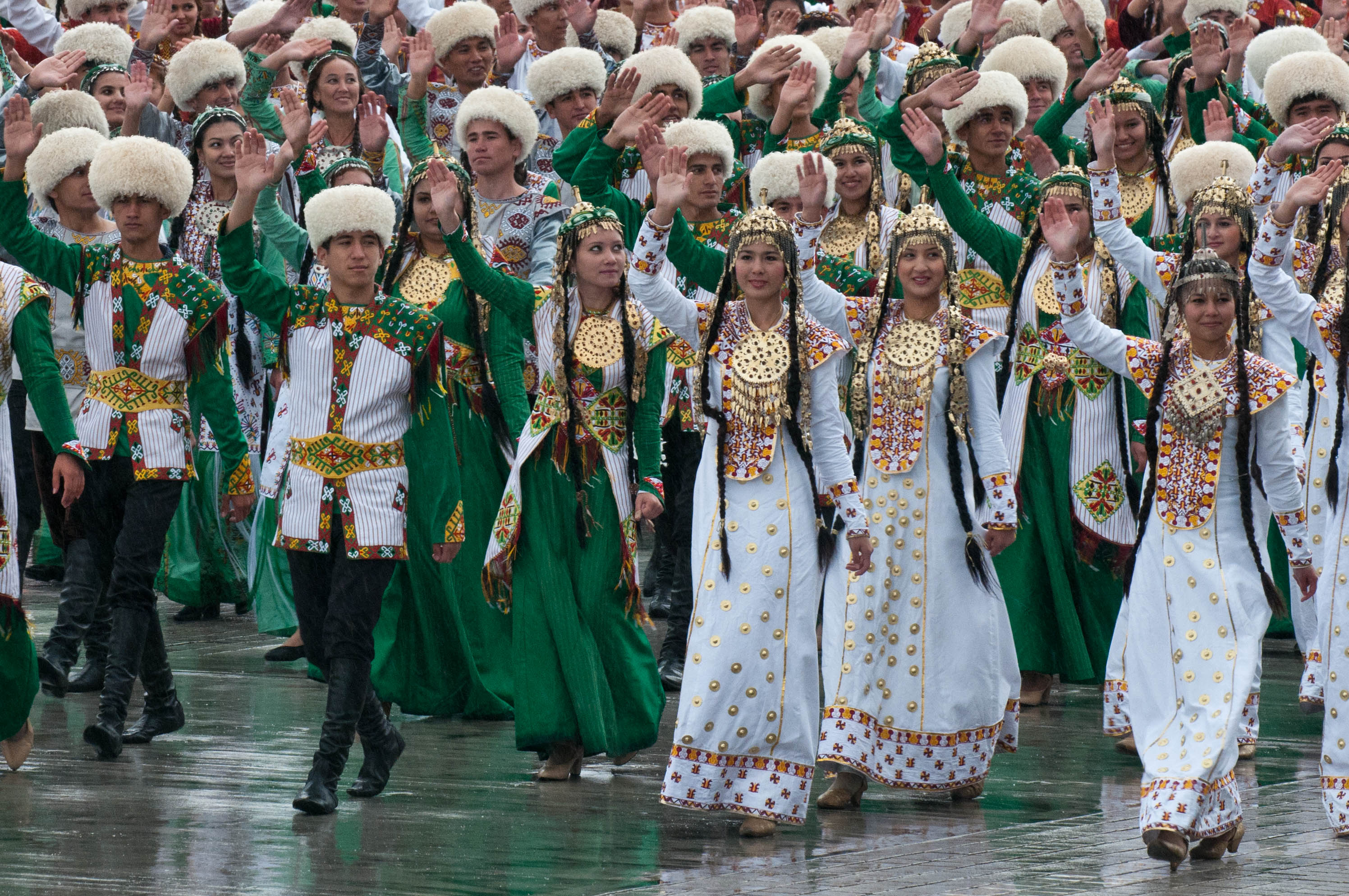
Празднование Дня независимости Туркменистана

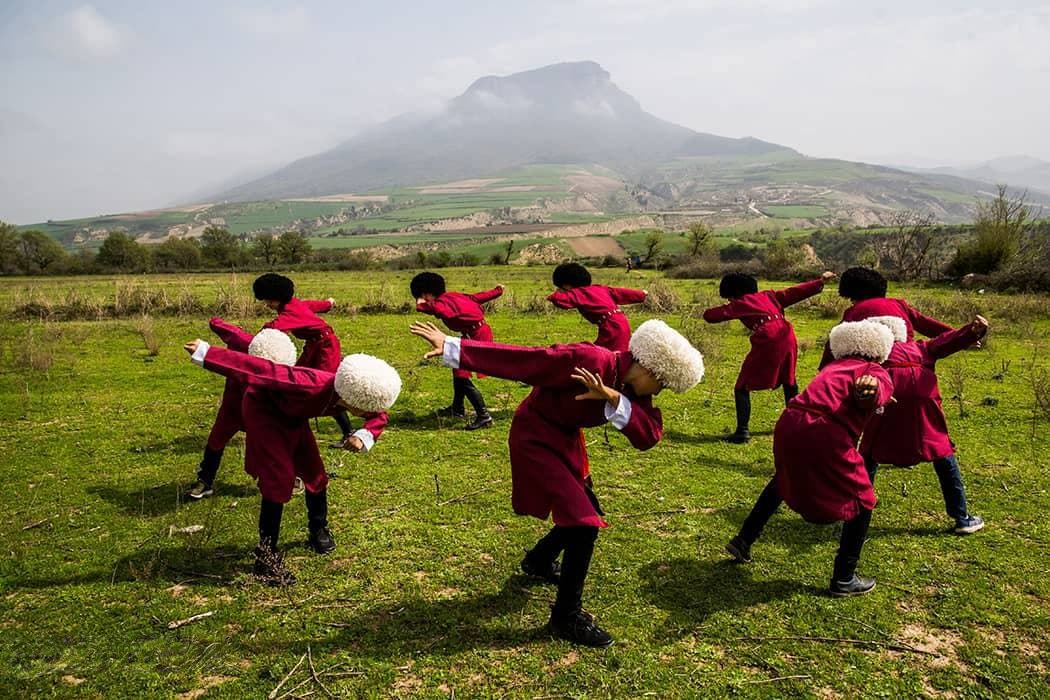
Танец туркмен

Культура страны и связанные с ней отрасли деятельности уже при Ниязове были под надзором власти. Новый президент Бердымухамедов ещё в начале правления продолжил эту политику, издав в октябре 2008 года Положение о создании при своём аппарате комиссии, которая должна оценивать «художественный уровень соответствующих творческих работ и выдавать разрешение на их публикацию, сценическую постановку, проведение съёмок».

### Ремёсла
Ковроткачество

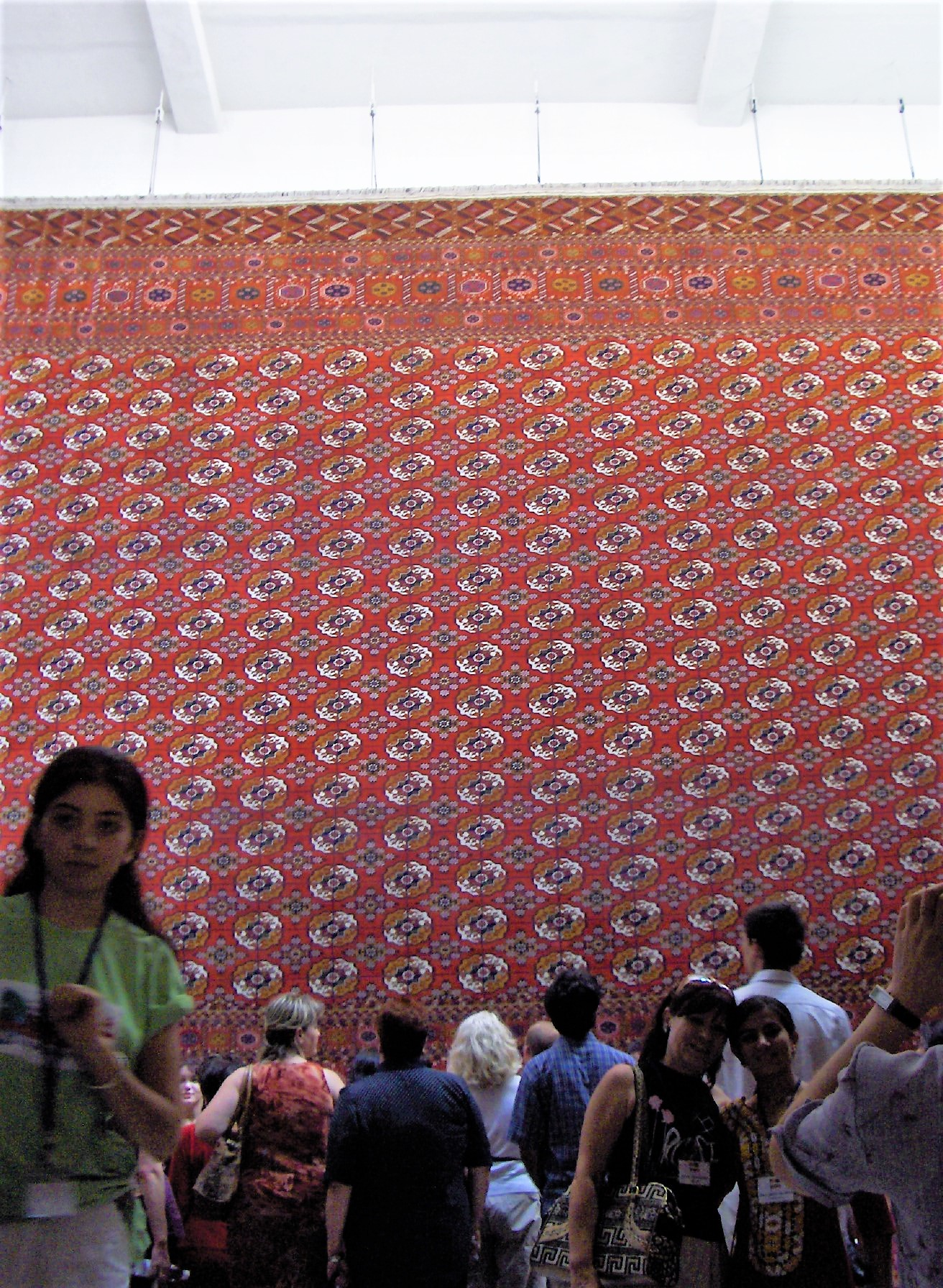
Туркменский ковёр-гигант с орнаментами племени теке

Ковроткачество — один из наиболее известных видов ручной работы туркмен. Отличительной особенностью туркменских ковров являются красота и долговечность. В конце XX века ковроткачество в Туркменистане стало одной из важных отраслей экономики. Среди современных туркменских ковров выделяется самый большой в мире ковёр ручной работы общей площадью 301 м², который был соткан в 2001 году, а в 2003 году занесён в «Книгу рекордов Гиннесса».

### Туркменская кухня

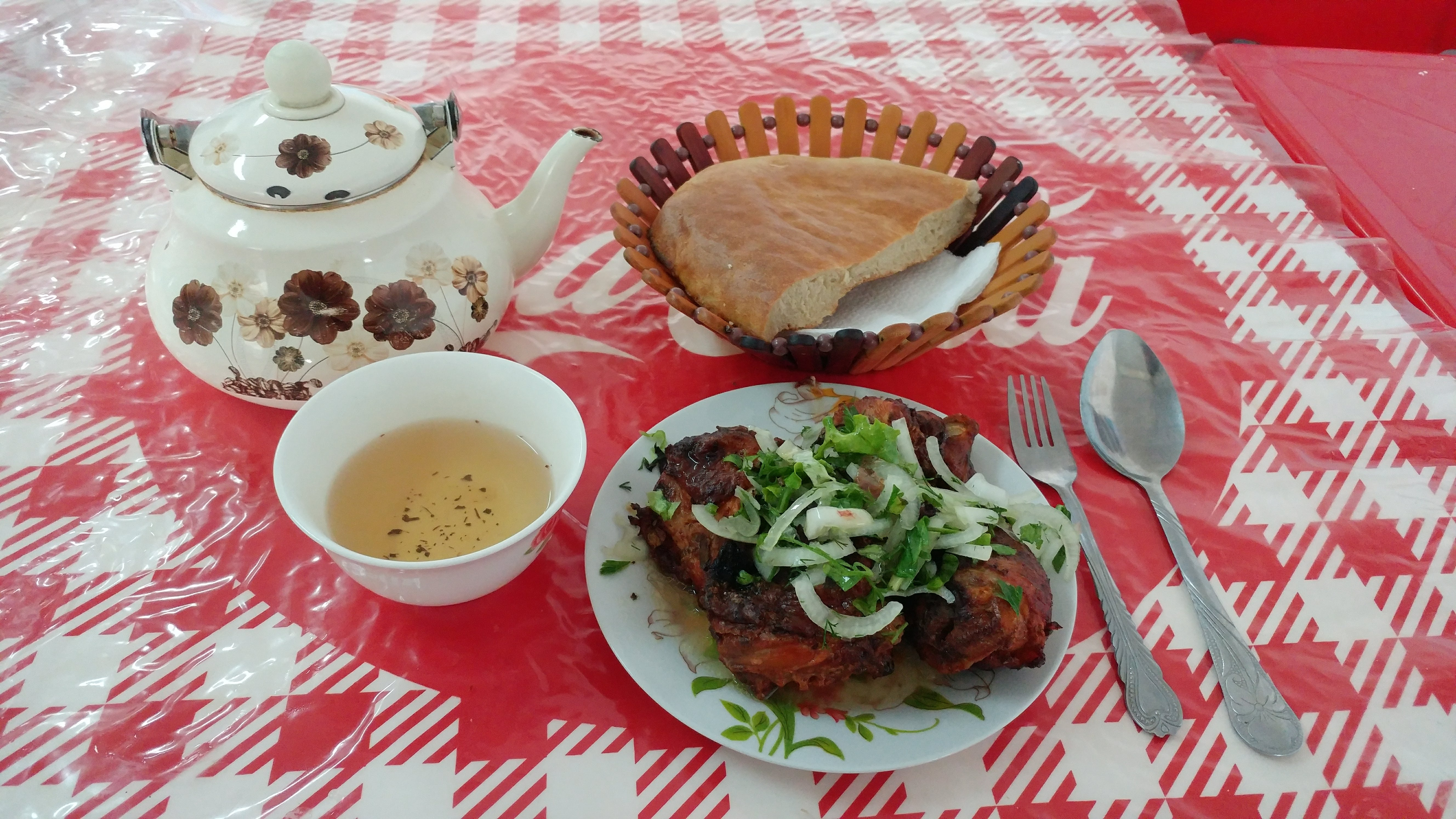
Туркменский обед

Туркменская кухня по набору продуктов и способам их приготовления очень близка к кухням других среднеазиатских народов. У туркмен все блюда имеют собственные названия: например, плов называется палов, пельмени — бёрек, бешбармак — дограма. Главными составляющими туркменской кухни являются мясо и хлеб.

### Спорт

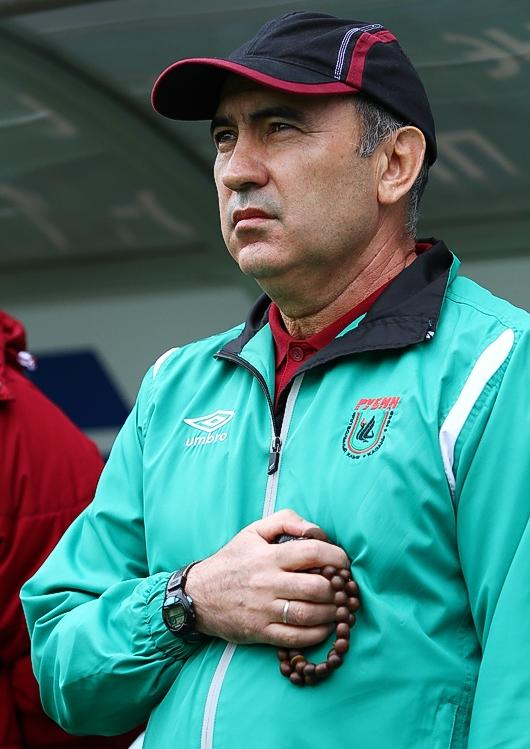
Курбан Бердыев, известный в России футбольный специалист туркменского происхождения

Спорт в Туркменистане имеет давнюю историю. Многие виды борьбы традиционно считаются национальными видами спорта, однако в настоящее время самыми популярными видами спорта являются футбол и борьба.
В 2017 году в столице Туркменистана прошли спортивные игры «Aziada-2017», на которых были представлены многие виды спорта, проходящие в закрытом помещении. Например: самбо, боевое самбо, теннис, плавание и многие другие. Для этого события был построен Олимпийский городок, строительство которого продолжалось с 2015 по 2017 год. Туркменские спортсмены заработали 245 наград, из которых 89 золотых, 70 серебряных и 86 бронзовых медалей.
В целях развития спорта в каждом этрапском центре Туркменистана построены спортивные школы. Почти ежемесячно проводятся спортивные соревнования в различных дисциплинах.

#### Футбол
Футбол — одно из ключевых направлений спортивной активности в республике. В Туркменистане футбол уже многие десятилетия считается одним из самых любимых видов спорта. Страна дала футбольному миру немало ярких имён, среди которых представители многих национальностей — Курбан Бердыев, Байрам Дурдыев, Валерий Непомнящий, Владимир Байрамов, Арсланмурат Аманов, Руслан Мингазов, Виталий Кафанов, Дмитрий Хомуха, Артур Геворкян, Вячеслав Кренделёв, Ролан Гусев и других.
Федерация футбола Туркменистана — организация, осуществляющая контроль и управление футболом в стране; в 1994 году была принята в АФК и ФИФА.

### Образование
На первом этапе независимого развития Туркменистана его система образования (начального, среднего и высшего) сохранялась по советскому образцу. Тем не менее в 1993 году президент Сапармурат Ниязов объявил о новой политике в этой области; в первую очередь она коснулась средней школы, где начался переход к девятилетнему образованию (в тот период в школах страны обучались ежегодно 860 тыс. детей, в техникумах — 71 тыс. студентов, а в ВУЗах — 40 тыс. студентов).
Среднее образование в Туркменистане осуществляется в трёхступенчатых общеобразовательных школах в течение 12 лет по следующим ступеням:
- начальная школа — первый цикл среднего образования длительностью 4 года (1-4 классы);
- средняя школа — второй цикл среднего образования длительностью 4 года (5—8 классы);
- старшая школа — третий цикл среднего образования, осуществляемый в течение 4 лет (9—12) классы.

#### Высшие учебные заведения
Туркменский государственный университет имени Махтумкули — крупнейшее высшее учебное заведение страны. Образовано 14 июля 1950 года путём реорганизации существовавшего с 1931 года Ашхабадского педагогического института. В настоящее время носит имя туркменского поэта Махтумкули.

#### Послевузовское образование
Послевузовское образование в Туркменистане можно получить в Национальной Академии наук, восстановленной в 2007 году. В 2013 году в аспирантуру было принято 55 выпускников национальных ВУЗов, ещё 2 бюджетных места появилось в докторантуре, 42 — в клинической ординатуре, 241 место — для соискателей учёной степени кандидата наук, 9 мест для учёной степени доктора наук.

### СМИ
В 2013 году вступил в силу закон «О средствах массовой информации», который устанавливает порядок сбора, подготовки и распространения информации в Туркменистане, а также гарантирует гражданам страны беспрепятственный доступ к зарубежным средствам массовой информации, запрещает госорганам цензурировать и оказывать противодействие работе СМИ.
Печатные СМИ
В 2012 году в Туркменистане насчитывалось 39 печатных изданий.
Только две газеты — «Türkmenistan» и «Нейтральный Туркменистан» — выходят 6 раз в неделю, они являются основными, при этом «Нейтральный Туркменистан» — единственная газета на русском языке.
Имеются ведомственные газеты — например, «Мугаллымлар газети» — журналы для школьников, медицины, журнал Президента.
Учредителем почти всех центральных газет является президент Туркменистана.
Вся периодика полностью уделяет внимание деятельности президента и достижениям туркмен в различных сферах социально-экономической и социально-политической жизни Туркменистана.
С октября 1996 года для частных лиц и неправительственных организаций была запрещена подписка на зарубежные газеты и журналы.
В 1997 году в велаятах ликвидировали русские редакции местных газет.
С 2002 года был полностью запрещён ввоз в страну российской прессы, в 2008 году этот запрет был снят.
Существует принудительная подписка туркмен по месту работы на газеты и журналы.
В Туркменистане существует всего одно информационное агентство, принадлежащее государству — «Туркмендовлетхабарлары».
Союз журналистов Туркменистана не играет в стране значительной роли и не оказывает влияния на взаимоотношения внутри журналистского сообщества.
На постоянной основе в Туркменистане издаётся турецкая газета «Заман», имеющая свою собственную редакцию и независимую издательскую базу.
Электронные СМИ
В Туркменистане телевидение функционирует уже свыше 50 лет, действуют 7 национальных каналов эфирного и кабельного телевидения: «Алтын Асыр», «Мирас», «Яшлык», «Туркменистан», «Туркмен овазы», «Ашхабад», «Спорт».
Основные телепередачи — сюжеты о политической и культурной жизни страны. Несмотря на закон о СМИ, на телевидении существует строгая цензура. Прямой эфир отсутствует.
Большинство населения страны использует возможности спутникового телевидения.
Радиовещание также является государственным, вещает 4 радиостанции из Ашхабада на туркменском языке и по содержанию передач не отличается от телевидения. Вещание радиостанции «Маяк» в июле 2004 года было прекращено.

## Вооружённые силы

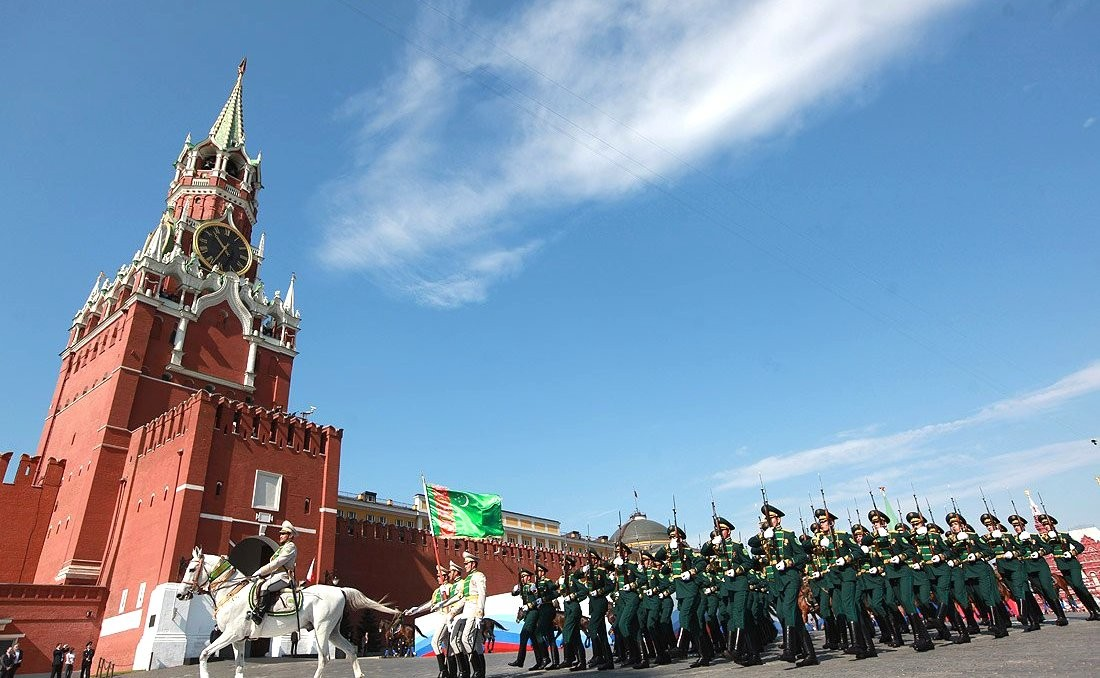
Прохождение почётного караула Вооружённых сил Туркменистана и ахалтекинца Гырата. Военный парад, посвящённый 65-летию Победы в Великой Отечественной войне.
Москва, 9 мая 2010

Численность армии Туркменистана лимитирована в связи с нейтральным статусом страны. Немногочисленна, составляет 36 500 человек, занимает 92-е место в списке стран по численности действующих войск.
Воинский призыв в Туркменистане проходит дважды в год: с 1 апреля по 30 июня; с 1 октября по 31 декабря. Призывной возраст — от 18 до 27 лет. Срок службы граждан составляет 24 месяца.
Основные типы танков — Т-90С, Т-72. Боевые машины — БМП-1/БМП-2/БМП-3, БРМ-1К, БРДМ-1/БРДМ-2. Бронетранспортёр — БРДМ-1/БРДМ-2. Противотанковая пушка — МТ-12. Противотанковая управляемая ракета Малютка (ПТРК), Конкурс (ПТРК), Штурм (ПТРК), Метис (ПТРК). Реактивная система залпового огня: БМ-21 Град, БМ-21 Град-1, БМ-27 Ураган, БМ-30 Смерч. Артиллерийские системы: 2С9 «Нона-С», 2С1 «Гвоздика», 2С3 Акация, 122-мм гаубица Д-30, 152-мм пушка-гаубица Д-1, 152-мм пушка-гаубица Д-20, ПМ-38.

### Военно-воздушные силы Туркменистана
После раздела Краснознамённого Туркестанского военного округа СССР между независимыми государствами Центральной Азии на долю Туркменистана пришлась крупнейшая в Средней Азии авиационная группировка, дислоцированная на двух крупных базах — под городом Мары и Ашхабадом. На вооружении ВВС находятся до 250 вертолётов и самолётов различных[каких?] систем.

### Военно-морской флот Туркменистана
Военно-морской флот Туркменистана в настоящее время подчинён командованию пограничных войск. Главная база флота располагается в порту Туркменбаши (бывший Красноводск). В селе Келиф на Амударье располагается небольшая[насколько?] база речной флотилии.

## Нарушения прав человека

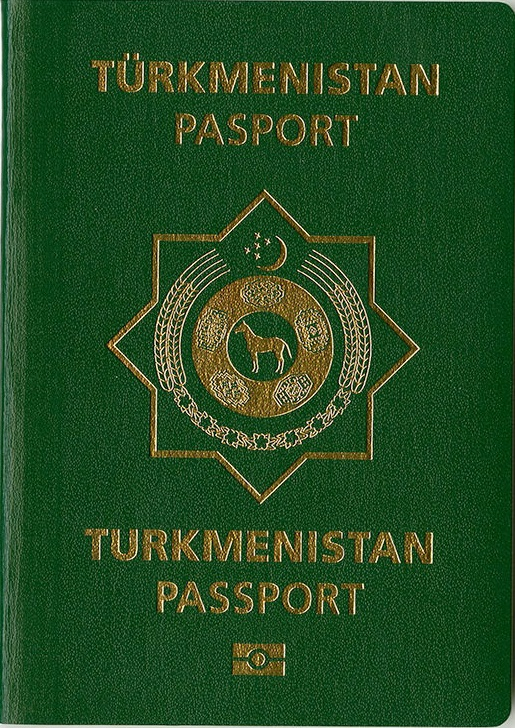
Обложка заграничного паспорта гражданина Туркменистана

23 июня 2008 года международная неправительственная организация «Amnesty International» выпустила доклад о систематических нарушениях прав человека в Туркменистане.
В докладе указывается, что правительство, пришедшее к власти в декабре 2006 года, почти ничего не предприняло для устранения нарушений, вызвавших озабоченность «Amnesty International» и других правозащитных организаций. Отмечаются изменения, произошедшие с декабря 2006 года по 16 июня 2008 года включительно. Однако подчёркиваются систематические нарушения прав человека, укоренившиеся в правление президента Ниязова и продолжающиеся на момент составления доклада.
В докладе приведены документированные свидетельства несоблюдения в Туркменистане следующих прав человека:
- право на свободу слова;
- право на свободу объединений;
- право на свободу вероисповедания и убеждений;
- право на справедливый суд, особенно в делах, имеющих политическую подоплёку;
- право на свободу от пыток и других видов жестокого обращения;
- право на альтернативную гражданскую службу (для сознательных отказчиков от воинской службы);
- право на свободу передвижения и право свободно выбирать себе место жительства;
- право на свободу от дискриминации.

## Государственные награды Туркменистана
- Герой Туркменистана — высшее почётное звание в Туркменистане.
- Медаль «Золотой полумесяц» — медаль, выдающаяся за получение звания Герой Туркменистана.
- Орден «Туркменбаши» — за особую храбрость, самоотверженность и мужество, проявленные при защите Отечества.
- Орден Президента Туркменистана «Битараплык» — за большой вклад в утверждение и признание постоянного нейтралитета независимого Туркменистана.
- Орден «Звезда Президента» — за выдающиеся заслуги в защите Родины, развитии дружбы и сотрудничества между народами.
- Орден Сапармурата Туркменбаши Великого — вручается государственным и общественным деятелям, а также высшим должностным лицам зарубежных стран за укрепление мира в регионе.

## Достопримечательности
Три объекта, расположенные на территории Туркменистана, включены в список объектов Всемирного наследия ЮНЕСКО: Ниса, Древний Мерв и Кёнеургенч.

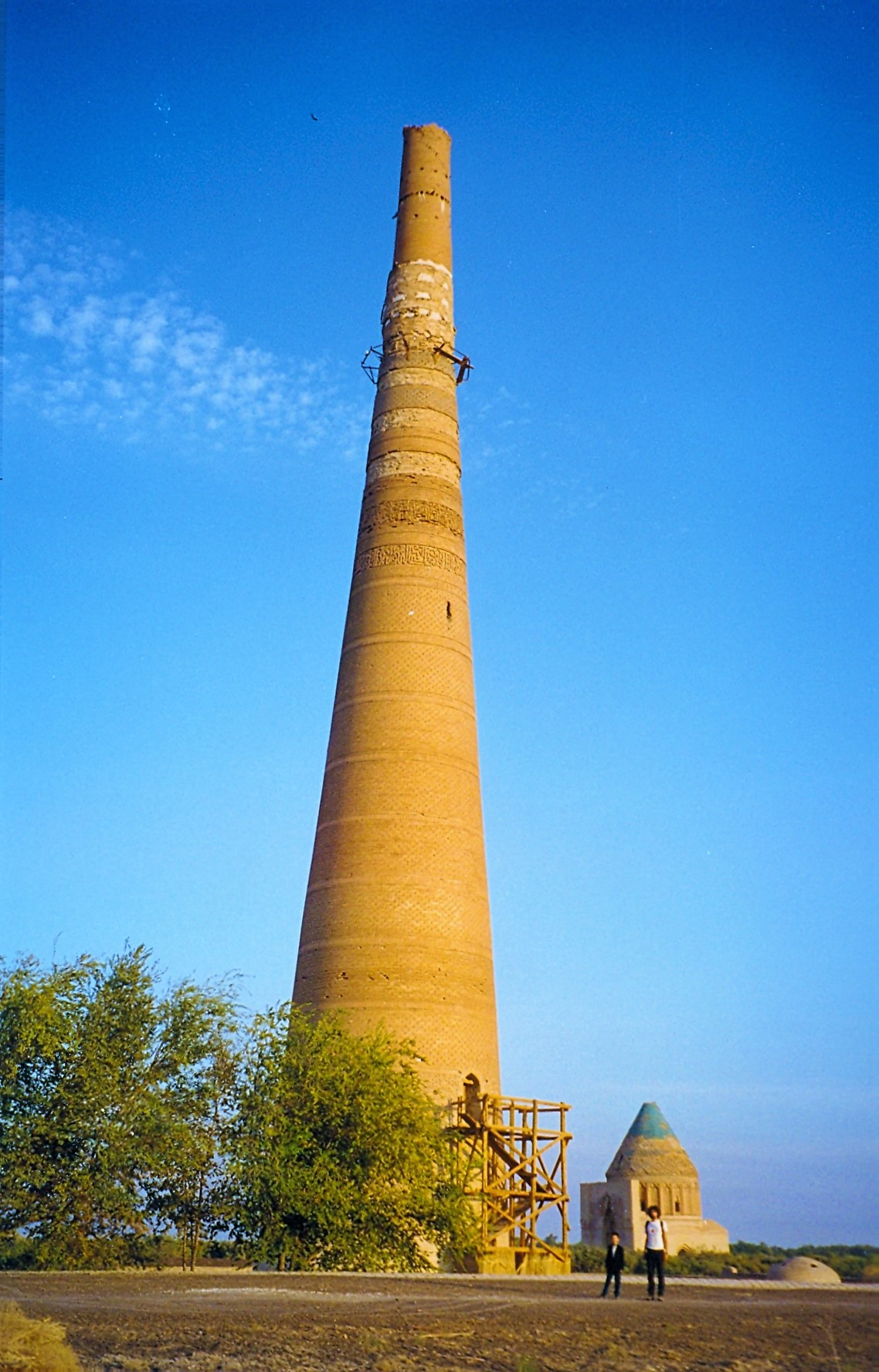
Минарет Кутлуг-Тимура в Кёнеургенче.

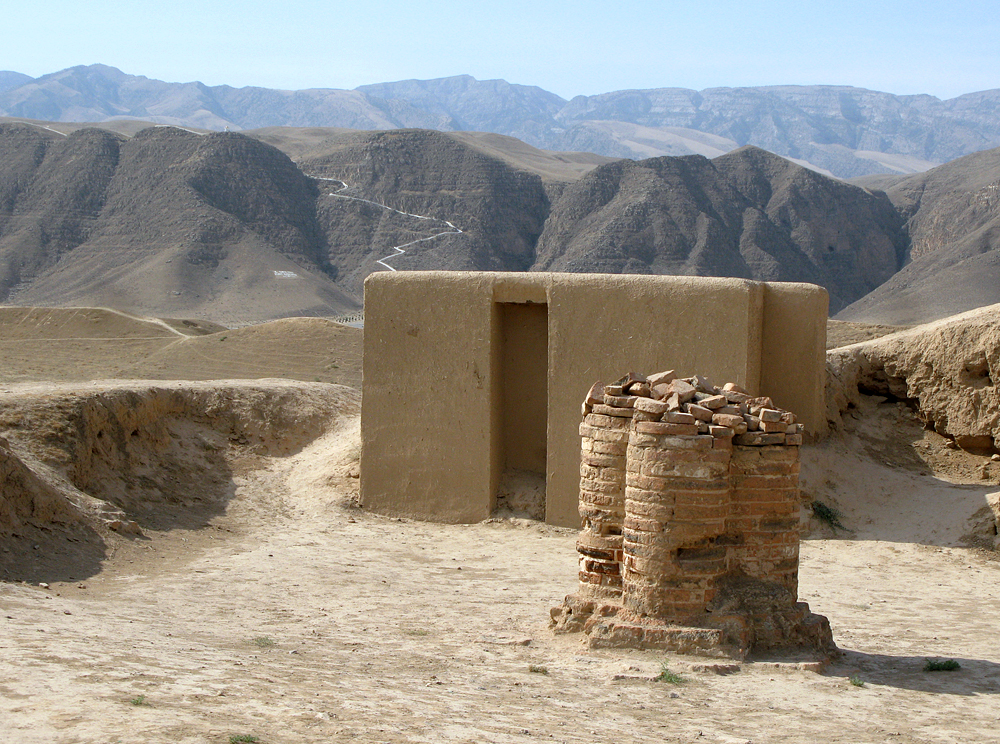
Парфянские крепости Нисы

| - Дехистан - Кап-Кутан - Бахарденская пещера - Мавзолей Санджара - Бадхызский заповедник - Сюнт-Хасардагский заповедник - Кугитангский заповедник - Репетекский заповедник - Амударьинский заповедник - Хазарский заповедник - Мавзолей Иль-Арслана - Мавзолей Хорезмшаха Текеша - Мавзолей Наджиметдина Кубры - Крепость Надир Шаха - Мавзолей Тюрабек-ханым - Мавзолей Мане Баба - Подземное озеро Ков-ата |  | - Газовый кратер Дарваза - Мечеть Эртугрул Гази - Мечеть Туркменбаши Рухы - Мечеть Сапармурата-хаджи - Мечеть Гурбангулы-хаджи - Марыйская велаятская библиотека - Музей ковра - Главный музей Туркменистана - Государственный цирк Туркменистана - Культурно-развлекательный центр «Алем» - Национальный культурный центр Туркменистана - Монумент нейтралитета - Монумент Конституции - Монумент Независимости Туркменистана - Кукольный театр - Русский драматический театр - Главный драматический театр |

## В астрономии
В честь Туркменистана назван астероид 2584, который был открыт 23 марта 1979 года советским астрономом Николаем Черных в Крымской обсерватории.